# Франко-прусская война
Фра́нко-пру́сская или Фра́нко-герма́нская война́ (нем. Deutsch-Französischer Krieg; фр. Guerre franco-allemande) 1870—1871 годов — война, начавшаяся как конфликт между империей Наполеона III и германскими государствами во главе с Пруссией, добивавшейся европейской гегемонии и окончившаяся как война между Французской республикой и объединённой Германской империей.
Война, начатая императором Франции (второй империи) Наполеоном III, закончилась поражением и крахом Франции, в результате чего Пруссия сумела преобразовать Северогерманский союз в единое Германское государство под своим контролем, приобрести Эльзас и Лотарингию, а также получить контрибуцию от агрессора.
Итоги конфликта и присутствие иностранных обозревателей привели к общемировому внедрению достижений научно-технического прогресса в армиях ведущих стран мира, коренным реформам логистики, тыла и снабжения войск, — война дала мощный толчок к развитию не только сферы вооружения и экипировки, военной промышленности, но также полевой медицины и военной фармакологии, имело место широкое применение разведывательной и военно-транспортной авиации (на тот момент представленной исключительно летательными аппаратами легче воздуха), кроме того благодаря франко-прусской войне в повседневную жизнь вооружённых сил повсеместно вошёл сухой паёк.

## Предыстория конфликта
После победы в Австро-прусско-итальянской войне 1866 года Пруссия стремилась объединить все германские земли под своей эгидой и ослабить Францию. Франция в свою очередь пыталась исключить возможность образования единой и сильной Германии или по крайней мере получить территориальные приобретения в ходе образования единого германского государства. Но Пруссия в дипломатической игре сумела переиграть дипломатию Наполеона III, и никаких приобретений Франция не получила. Практически единственным результатом вмешательства Франции было согласие Пруссии на номинальную независимость Саксонии, Баварии, Вюртемберга, Бадена и Гессена-Дармштадта. Это была малая победа, и она не имела вкуса для французской общественности, которая хотела территориальных приобретений, и для французской армии, которая хотела отомстить. Ситуация не удовлетворяла как Францию, которая неожиданно для себя оказалась в соседстве с мощной в военном отношении державой в виде Северогерманского союза под главенством Пруссии и не получила никаких территориальных приращений, так и Пруссию, которая стремилась завершить процесс территориального объединения Германии под своим контролем. Таким образом, война между двумя державами с 1866 г. была только вопросом времени. Франция стремилась улучшить свою военную организацию перед вооружённым столкновением, а также закончить колониальную войну в Мексике для сосредоточения всех военных сил против Пруссии (см. Англо-франко-испанская интервенция в Мексику). Пруссия также стремилась подготовиться к войне за счёт распространения своей военной организации и интеграции военных сил других малых государств в Северогерманском союзе, а также в южногерманских государствах. Формальным поводом к войне стали претензии на испанский престол, которые выдвинул родственник прусского короля Леопольд Гогенцоллерн. В 1868 году была свергнута испанская королева Изабелла II, началась революция. После стабилизации обстановки в стране Германия и Франция выдвинули свои кандидатуры на испанский престол. Кандидатуру Леопольда тайно поддерживал Отто фон Бисмарк. «Кандидатура Гогенцоллерна была идеальной ловушкой, в которую можно было заманить Наполеона III». Сами Гогенцоллерны не имели особого желания на принятие предложения о престоле, шаткость трона сулила больше проблем в будущем, чем выгод. Когда дело застопорилось, именно Бисмарк настоял на принятии предложения испанских властей. «28 мая 1870 года он пишет Карлу Антону (отцу принца Леопольда) довольно резкое письмо, указывающее на жизненно важную услугу, которую он окажет Германии, приняв трон для его сына. Карл Антон уступил, и его сын Леопольд, правда без особой охоты, тоже согласился». 2 июля французскому послу в Испании было заявлено о принятии кандидатуры Леопольда. В начале июля 1870 года достоянием гласности стали сведения о вероятном появлении на испанском престоле прусского принца. В Париже общественное мнение было возмущено, пресса громко кричала об угрозе нового внешнеполитического поражения Франции с притязаниями Леопольда, о том, что это поставит Францию «между двух огней». После череды внешнеполитических поражений 1860-х годов руководство Франции было ограничено в манёврах и было вынуждено следовать за общественным настроением, хотя непосредственной угрозы кризис вокруг Испании для Франции не создавал. Испания не была великой державой, её армия была очень слаба, а Пруссия обладала слабым флотом в сравнении с Францией и не могла вмешаться в испанские дела. Но руководство Франции было вынуждено из соображений престижа добиваться отзыва прусских претензий. Бисмарк был доволен, он получил желанную возможность в удобный момент обострить кризис с перспективой войны, возможно, даже с объявлением войны со стороны Франции. Поэтому до поры до времени Пруссия тянула время. Летом 1870 года Наполеон III заставил Гогенцоллерна отказаться от испанского престола, а после этого посол Наполеона потребовал, чтобы этот отказ одобрил и сам Вильгельм I. Дипломатическая победа Франции не остановила развитие кризиса. Далее с её стороны было выдвинуто новое требование официального обязательства запрета Леопольду принятия испанского престола в будущем. Такой вызывающий запрос был выдвинут руководством Франции по итогам совещания у императора Наполеона III 12 июля 1870 года. Окружение императора настаивало на выдвижении новых требований и начале войны. Военный министр Лебёф заявил: «Мы готовы, мы совершенно готовы, у нас в армии всё в порядке, вплоть до последней пуговицы на гетрах у последнего солдата». Император колебался, он понимал незавершённость военных приготовлений во Франции, но его склонила в конце концов к выбору войны проявленная уступчивость Пруссии, что создало уверенность в её неготовности к войне. После колебаний выбор был сделан, и письмо с новыми требованиями к прусскому монарху было отправлено.

### Повод к войне
8 июля 1870 года французский посол был направлен к королю Вильгельму I, лечившемуся в Бад-Эмсе, чтобы передать недовольство императора Наполеона III кандидатурой Леопольда Гогенцоллерна на испанскую корону. Не желая эскалации конфликта с Францией, Вильгельм I вскоре лично связался с Леопольдом и его отцом Антоном Гогенцоллерном и дал понять, что было бы желательно отказаться от притязаний на испанский престол. Леопольд согласился с доводами короля и прекратил претендовать на корону Испании.
Тем не менее конфликт не был исчерпан. Канцлер Пруссии Бисмарк надеялся спровоцировать Францию на войну и пришёл в ярость, узнав о решении Вильгельма I. Наполеон III был удовлетворён дипломатической победой над Пруссией, но его правительство и общественное мнение были настроены милитаристски.

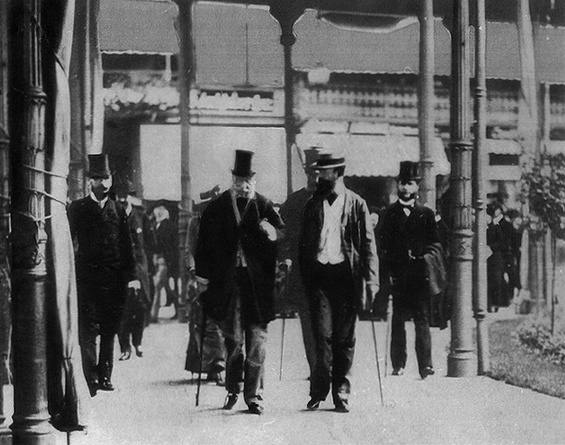
Вильгельм I и Бенедетти в Эмсе

13 июля Франция выдвинула новое требование Вильгельму I, по которому прусский король должен был дать официальное обязательство, что запретит Леопольду принять испанский престол, если ему когда-нибудь это предложат. По своему характеру это требование было вызывающим и нарушающим дипломатический этикет, и раздражённый Вильгельм ответил французскому послу Венсану Бенедетти, что не вправе давать подобных обещаний. Неудовлетворённый подобным уклончивым ответом короля, Париж направил новое требование, по которому Вильгельм I должен был дать письменное обещание никогда не покушаться на достоинство Франции. В ответ на это прусский король отказал послу в аудиенции, и тому пришлось изложить требования на вокзале, перед отъездом Вильгельма в столицу. Король Пруссии пообещал, что продолжит этот разговор в Берлине. Уезжая из Эмса, он распорядился поставить канцлера в известность обо всех произошедших событиях.
Вечером Бисмарк ознакомился с полученной депешей. Он был разочарован поведением короля, идущим на унижения ради того, чтобы избежать войны с Францией, которая явно стремилась её развязать. Тогда Бисмарк вычеркнул из сообщения слова короля, сказанные на вокзале по поводу продолжения разговора в Берлине. В получившемся варианте депеши Вильгельм I отказался принять французского посла и «велел передать, что более не имеет ничего сообщить ему». По признанию самого Бисмарка, это «произведёт на галльского быка впечатление красной тряпки».
Тем же вечером 13 июля 1870 года Бисмарк отдал распоряжение опубликовать данную отредактированную депешу в газетах. Как он и рассчитывал, реакция Парижа была бурной — большинство французских депутатов проголосовало за войну против Пруссии, которая была объявлена 19 июля 1870 года.

## Состояние вооружённых сил воюющих сторон

### Франция

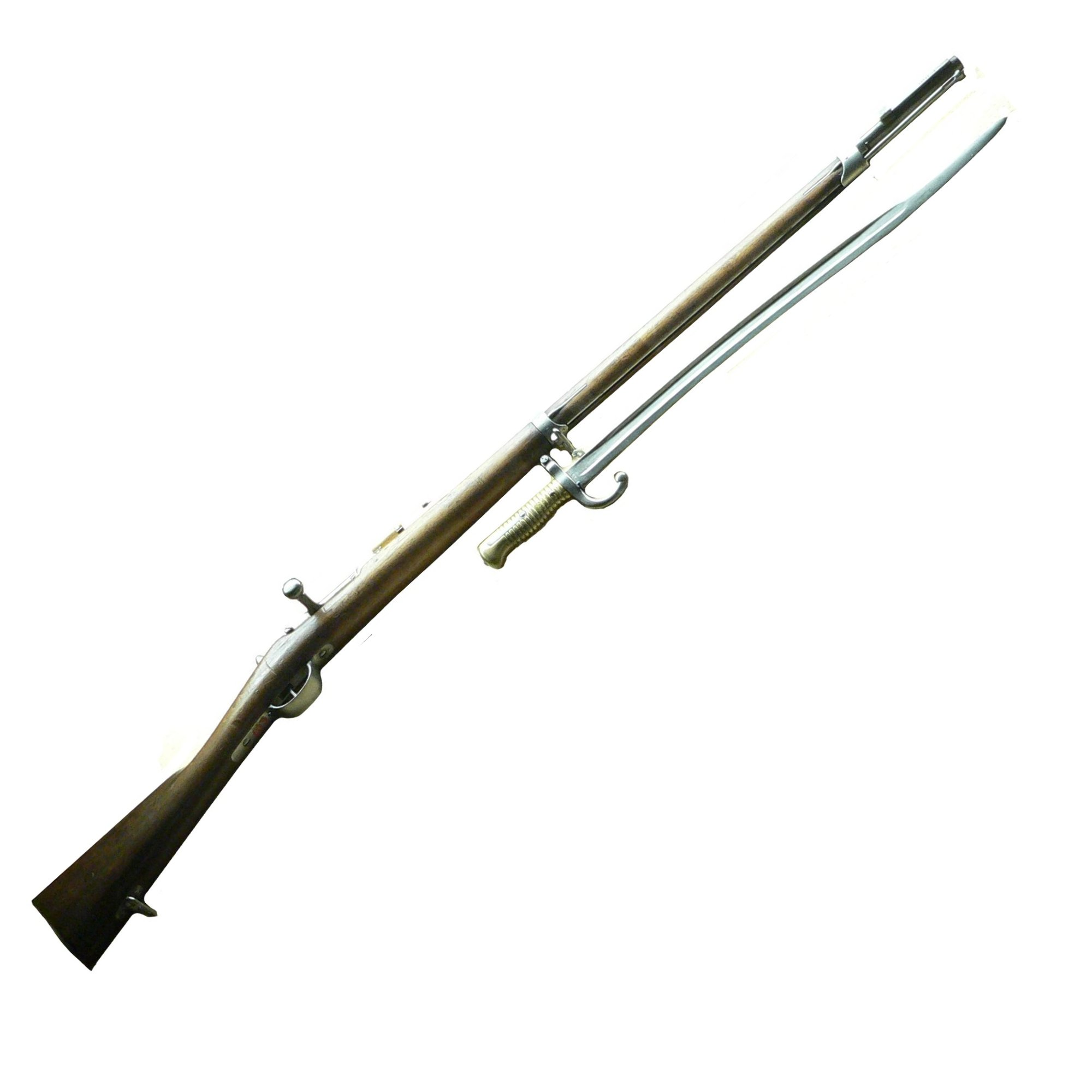
Французская винтовка Шасспо 1866 года

После ошеломляющей победы над австрийцами в 1866 году прусскую армию стали уважать и бояться во всей Европе. Французские военные министры решили срочно принять меры по модернизации собственной армии. Были отменены все военные премии, что привело к большому количеству увольнений ветеранов. На их место пришли резервисты, которые теперь и составляли большинство. Это, естественно, негативно отразилось на боеспособности французской армии, лишившейся опытных солдат. Первоначальный проект реорганизации французской военной системы, слабость которой проявилась уже во время Крымской и Итальянской кампаний, предусматривал, в числе прочих изменений, увеличение численности кадровой армии вдвое и создание наряду с ней 400-тысячной мобильной гвардии.
В декабре 1866 года был опубликован доклад военной комиссии, в котором отмечалось, что Франции для сохранения её первенствующего места в Европе необходима 800-тысячная кадровая армия. Во французской военной машине в то время числилось на бумаге немногим более 600 тыс. человек, однако фактически под ружьём находилось менее 400 тыс., остальные же считались резервистами. Для реализации запланированной военной реформы требовалось ввести всеобщую воинскую повинность с шестилетним сроком военной службы в действующей армии и последующим трёхлетним пребыванием в рядах мобильной гвардии. Сам император поддерживал такие изменения, понимая преимущества прусской системы и недостатки французской. Но такой проект вызвал резкое недовольство почти всех слоёв населения — буржуа теряли бы привилегию выставлять вместо себя заместителей, а тяжесть воинской повинности легла бы на народные массы, которые по окончании службы не имели чётких гарантий пенсий и трудоустройства. Военные авантюры Наполеона III сделали реальностью для общественного мнения возможность внезапного участия в новых вооружённых конфликтах, что вызывало вполне обоснованное опасение и негодование. Фактически реформа по первоначальному проекту Ниеля проведена не была. Возможно также оказало влияние начавшееся ухудшение здоровья Наполеона III, мешавшее его активной деятельности. «Сам император был пожилым и больным человеком» Единственным радикальным нововведением было увеличение срока службы в армии с 7 до 9 лет и создание мобильной гвардии. Несмотря на введение в обращение нового, более современного и мощного оружия, выучка солдат оставляла желать лучшего (в мобильной гвардии продолжительность пребывания в её рядах в мирное время ограничивалась 15 днями вместо первоначально предполагавшегося трёхлетнего срока). Неудача реформирования военной системы Франции имела серьёзные последствия.
На вооружение французской армии была принята новая винтовка Шасспо 1866 года, которая превосходила в несколько раз по многим характеристикам прусскую игольчатую винтовку Дрейзе 1849 года. Зато бронзовая пушка системы Ла Хитта, которая находилась на вооружении французов, значительно уступала германским стальным пушкам Круппа. Пушка системы Ла Хитта вела огонь на расстоянии всего 2,8 км, в то время как крупповские пушки вели огонь на расстоянии до 3,5 км, а также, в отличие от неё, заряжались с казённой части орудия. Преимущество в полевой артиллерии являлось особенно важным после преодоления временного кризиса тактического применения полевой артиллерии середины XIX века, когда дальность огня полевой артиллерии стала уступать дальности действия ружейного. Теперь же полевой артиллерии предстояло сыграть важнейшую роль. Не спасли от разгрома французскую армию и 25-ствольные митральезы (картечницы) — предшественницы пулемётов, хотя пруссаки часто наступали плотным строем, и французы, стреляя из митральез, иногда наносили им очень большие потери. Крупным просчётом французского военного руководства было отсутствие в организации армии мирного времени дивизий и корпусов (за исключением гвардейского), формирование их непосредственно накануне войны не могло обеспечить должной слаженности в действиях частей и подразделений. Франция не имела тщательно разработанного плана войны. Наспех составленный план содержал ряд ошибок (нереальными были сроки мобилизации и сосредоточения войск, расчёты на раскол германской коалиции и т. д.). Сотни солдат откупались от армии, дезертировали. Всё это сказалось на боеспособности французской армии.
Наполеоновская Франция не имела документального оформленного союза с другими державами и вступила в войну фактически без союзников. Расчёт был на победное наступление, которое, как заявлял французский министр иностранных дел Грамон, есть «единственный способ для Франции заманить настороженных австрийцев, итальянцев и датчан во французский союз». Привлечение России на сторону Франции вообще ею не рассматривалось, поскольку Россия предварительным условием союза ставила отмену ограничений её военно-морскому строительству на Чёрном море, наложенным на Россию Парижским миром 1856 г. по итогам Крымской войны. Но на это императорская Франция идти была не готова. «Посягать на Парижский мир Бонапарт не смел: чем хуже складывались дела в настоящем, тем драгоценнее становилось достояние прошлого».

### Пруссия

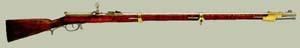
Игольчатая винтовка Дрейзе 1849 года

Благодаря работе Альбрехта фон Роона и будущего короля Пруссии Вильгельма I в 1858 году была преобразована вся прусская армия. После того, как военные реформы были проведены в Пруссии, позже они были распространены и в Северогерманском союзе. К 1870 году военная реформа была в основном завершена. «В 1870 году полностью мобилизованная прусская армия насчитывала бы более 1 млн солдат. Против этой вооружённой силы французам посчастливилось бы собрать 400 000 солдат. Причиной такого неравенства был разный способ формирования армии в Пруссии и Франции. В то время как пруссаки полагались на всеобщую воинскую повинность — забирали каждого способного мужчину 20 лет в армию на 3 года, затем отпускали его в резерв ещё на 4 года, а ландвер (национальную гвардию) на ещё 5 лет — французы предпочитали профессиональную военную службу с длительным сроком службы, не нанимая новых резервистов, набирая меньше людей, но удерживая их дольше 7 лет службы льготами за повторное зачисление. Эти две системы не могли бы быть более разными. 50 % французской армии в 1870 году прослужили на действительной службе от 7 до 21 года». Ситуация ещё более усугублялась территориальным расширением Пруссии в 1866 г. «С 1866 г. прусская армия выросла с 70 пехотных полков до 105, с 10 корпусов до 17».Благодаря хорошо развитым железным дорогам солдаты доставлялись на западную границу страны в течение нескольких суток, чего нельзя было сказать о французах. В тылах французской армии творились беспорядки, солдат на фронтах вовремя не успевали заменять новыми. В отличие от французов, прусская армия имела один военный штаб, который возглавляли такие военные гении, как Хельмут фон Мольтке и Альбрехт фон Роон. К тому же был разработан детальный план войны против Франции. План был построен на использовании численного преимущества войск, войска Пруссии должны были, сковав по фронту противоборствующие французские силы соответствующими своими силами, имеющимися дополнительными силами обходить фронт французов, принуждать их к отходу и прижимать их к франко-бельгийской границе, где под угрозой окружения навязать генеральное сражение.
Главный минус прусской армии состоял в её стрелковом вооружении. На тот момент уже более 20 лет на вооружении стояла винтовка Дрейзе, дальность стрельбы которой была гораздо меньше французской (хотя, собственно, само это оружие было строго засекречено и было широко применено фактически только в 1864 году в ходе войны с Данией). Винтовку Дрейзе не заменили, поскольку она хорошо себя проявила в боях против австрийцев в 1866 году. Впрочем, с тех пор прошло уже 5 лет, и французы за это время сумели разработать более совершенное оружие, чем винтовка Дрейзе — винтовку системы Шасспо. До этого считалось, что винтовка Дрейзе является одним из самых лучших видов оружия в Европе, тем более что её крупный калибр — 15,43 мм — позволял наносить большие рваные раны, особенно при стрельбе в упор.

### Сравнительная характеристика прусской винтовки Дрейзе и французской Шасспо
| Оружие                       | Страна  | Год выпуска | Годы эксплуатации | Длина   | Вес    | Вес (заряж.) | Калибр   | Нарезы   | Ёмкость магазина      | Скоростр-ть           | Начальная скорость пули | Прицельная дальность | Дульная энергия пули |
| ---------------------------- | ------- | ----------- | ----------------- | ------- | ------ | ------------ | -------- | -------- | --------------------- | --------------------- | ----------------------- | -------------------- | -------------------- |
| Винтовка Дрейзе, модель 1849 | Пруссия | 1836        | 1848 — 1871       | 1422 мм | 4,1 кг | 4,7 кг       | 15,43 мм | 4 правых | ручная подача патрона | 12 выстрелов в минуту | 305 м/с                 | 600 м                | 850—950 джоулей      |
| Винтовка Шасспо, модель 66   | Франция | 1866        | 1867 — 1874       | 1314 мм | 3,7 кг | 4,6 кг       | 11,43 мм | 4 правых | ручная подача патрона | 15 выстрелов в минуту | 405 м/с                 | 1200 м               | 1100—1200 джоулей    |

## Боевые действия

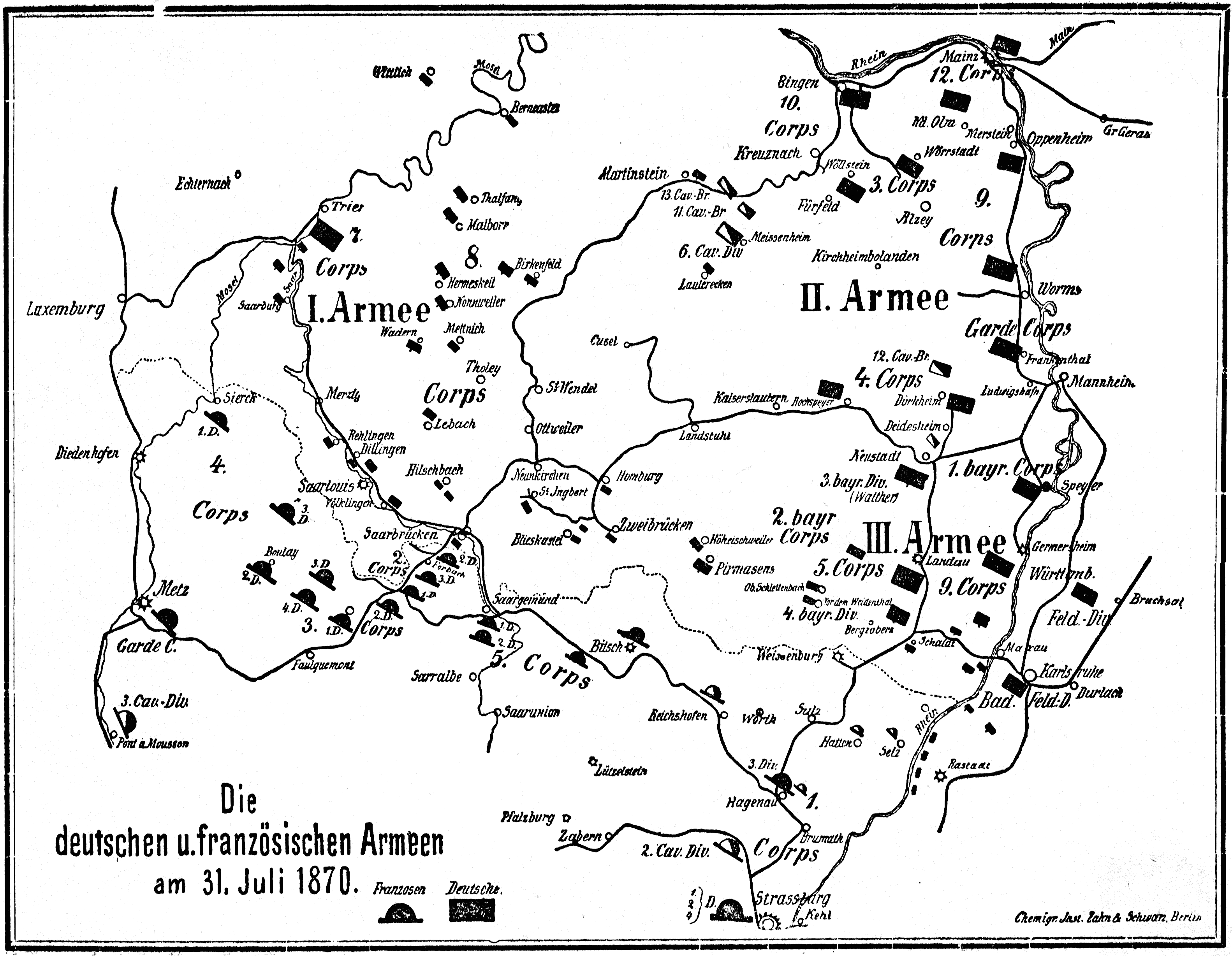
Карта германских и французских армий 31 июля 1870

### Начало войны
Французское военное командование и сам император знали об общем неблагоприятном соотношении сил, что по количественному соотношению солдат резерва Пруссия с союзниками значительно опережает Францию. Ставка делалась на быстроту мобилизации кадровой армии и опережающий удар из Эльзаса в стык между Северной и Южной Германией. Это позволило бы разбить прусскую армию по частям, нарушить мобилизацию в Пруссии и попытаться удержать от вступления в войну на её стороне южнонемецкие государства, а быть может перетянуть их на сторону Франции. Именно этими соображениями объясняется быстрота развития кризиса и объявления войны со стороны Второй Французской империи.
К 1 августа пять французских корпусов (2-й, 3-й, 4-й, 5-й и гвардейский) сосредоточились в Лотарингии, на реке Саар; за ними в Шалоне, Суассоне и Париже были расположены войска 6-го корпуса; 1-й и 7-й корпуса стояли в Эльзасе, у Страсбурга и Бельфора, три резервных кавалерийских дивизии — в Понт-а-Муссоне и Люневилле. Общая численность французских войск доходила до 200 тысяч человек. Главное начальство над ними принял сам император, с Лебёфом в качестве начальника штаба. К тому же времени передовые германские войска (около 330 тыс.), разделённые на 3 армии, развернулись на линии Трир-Ландау.
С самого начала объявления войны стала выясняться неготовность Франции к активным боевым действиям, отсутствие подготовленных запасов военного имущества и припасов, общий низкий уровень руководства. Уже 28 июля на военном совете в Меце выяснилась полная неготовность французской армии; но общественное мнение требовало наступательных действий, и 2-й корпус генерала Фроссара был двинут к Саарбрюкену, где и последовал (2 августа) первый, безрезультатный бой с занимавшим этот город германским отрядом.

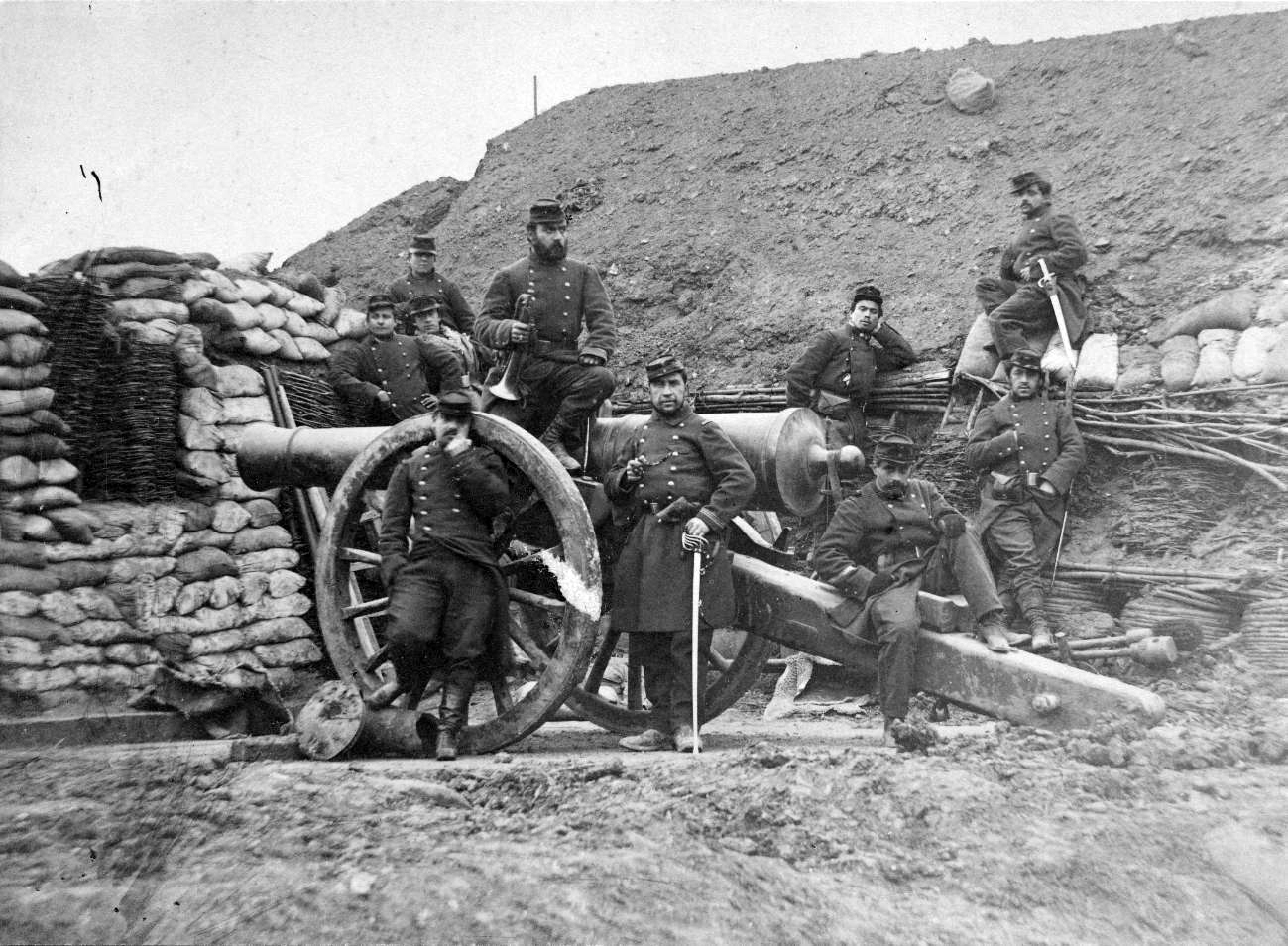
Французские солдаты у пушки 23 июля 1870

Между тем 3 августа перевозка германских войск к границе была окончена, и на другой же день 3-я армия наследного принца прусского вторглась в Эльзас и разбила французскую дивизию генерала Дуэ, расположенную под Вейсенбургом.
Вслед за тем Наполеон, отказавшись от общего командования войсками и оставив в своём распоряжении только гвардию и 6-й корпус, поручил оборону Эльзаса трём корпусам (1-й, 5-й и 7-й) под начальством Мак-Магона, а войска, находившиеся у Меца, подчинил маршалу Базену.
Через два дня после вейсенбургского боя корпус Мак-Магона, расположившийся у Вёрта, был вновь атакован наследным принцем прусским, наголову разбит и отступил к Шалону. Одновременно с этим (6 августа) французы потерпели и другую неудачу: 2-й корпус Фроссара, занимавший крепкую позицию на высотах Шпихерн-Форбах, к югу от Саарбрюкена, был атакован частями 1-й и 2-й германских армий Штейнмеца и принца Фридриха-Карла и после упорного боя вынужден отступить.
С самого начала военные столкновения происходили по примерно одному сценарию, войска Пруссии и её союзников в условиях своего численного превосходства и преимущества в артиллерии после упорной борьбы наносили поражение французам, при этом они несли большие потери от огня французской пехоты, вооружённой более дальнобойным оружием.
После проигрыша приграничных сражений французская армия была принуждена к отступлению вглубь страны и имела задачу соединения своих главных сил, развёрнутых в 2 отдельных армии под командованием маршалов Базена и Мак-Магона. Соединение должно было произойти в Шалоне. В данном случае проявилась также недостаточная подготовка в войне со стороны Франции. Даже при военных действиях на своей территории французская армия при переброске войск была вынуждена отказаться от использования железнодорожного транспорта и колонны армии Базена стали вытягиваться из Меца по направлению на запад.
Впрочем, этим успехом немцы не могли тотчас же воспользоваться, поскольку стратегическое развёртывание их 2-й армии на реке Саар ещё не было закончено; только разъезды их конницы уже 9 августа появились на левом берегу Мозеля. Маршал Базен тем временем стянул свои войска к Мецу, куда стали подходить и части 6-го корпуса из-под Шалона. 11 августа немцы двинулись вперёд; 13 августа их 1-я армия наткнулась на расположенные в окружности Меца французские войска; 14 августа произошёл бой у Коломбей — Нуйльи, а в ночь на 15 августа французы ушли за Мозель. Базен решился отступить в западном направлении, на Верден, но при этом совершил крупную ошибку, поведя всю свою армию (до 170 тыс.) по одной дороге, тогда как в его распоряжении было их пять. Между тем 2-я германская армия, захватившая переправы на Мозеле выше Меца, уже переходила на левый берег реки; шедшая в авангарде 5-я кавалерийская дивизия генерала Рейнбабена наткнулась на двигавшиеся к Вердену французские войска и завязала с ними бой.

### Разгром основных сил французской армии

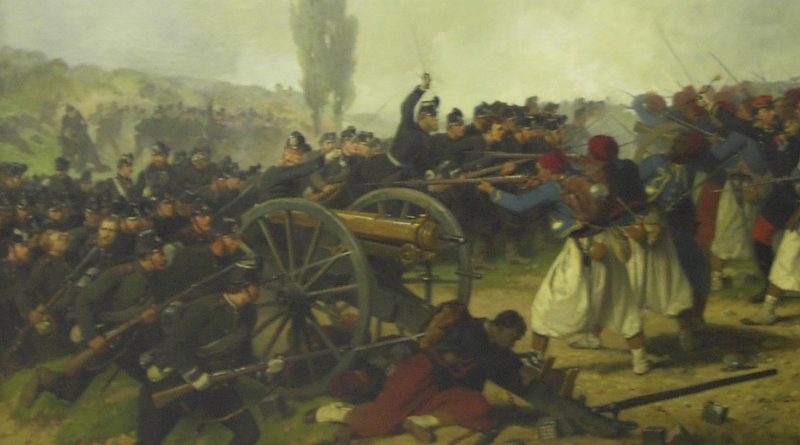
Контратака французских зуавов на батарею митральез Реффи. Военно-исторический музей (Дрезден)

Утром 16 августа находившийся при армии Базена император Наполеон уехал в Шалон; в тот же день французские войска были атакованы при Марс-ла-Туре и Вионвилле двумя корпусами 2-й германской армии. Это сражение, в тактическом смысле нерешительное, в стратегическом являлось важной победой германцев: они перехватили прямой путь отступления Базена на Верден и далее к Парижу, и угрожали северной дороге на Донкур. Вместо того, чтобы, пользуясь временным превосходством своих сил, на другой же день атаковать противника, Базен 17 августа отвёл свои войска на неприступную, по его мнению, позицию под самым Мецем. В это время 1-я и 2-я германские армии (свыше 250 тыс.) быстро стягивались к Марс-ла-Туру; для действий против Туля был выслан особый корпус. Расположение войск Базена выяснилось для германцев лишь около полудня 18 августа. В этот день они с утра двинулись в северном направлении; произошло упорное сражение при Сен-Прива и Гравелоте; правое крыло французов было сбито, последний путь их отступления был перехвачен. Даже в это время для французских сил сохранялась возможность быстрого отхода с использованием железнодорожной ветки вдоль франко-бельгийской границы, но неготовность железнодорожного транспорта привела к решению французского командования об отходе в крепость Мец. Дальнейший ход военных действий со стороны армии под командованием Базена вызывает многочисленную критику со стороны историков в адрес её командующего, со злой иронией утверждается, что его занятием в это время было писание приказов о поддержании гигиены и дисциплины и игра в домино. Хотя французские войска после тяжёлых сражений не потеряли боеспособность и имели все возможности для продолжения борьбы, но никаких активных действий с их стороны не предпринималось. Они просто сосредоточились в крепости Мец и приступили к заготовке продовольствия, чтобы выдержать длительную осаду. Не было сделано никаких попыток прорыва или действий в поддержку действий армии под командованием маршала Мак-Магона, которые в конце августа предприняли попытку движения к крепости Мец. Это во многом способствовало поражению армии Мак-Магона. «Удивительная бездеятельность Базена была большим облегчением для Мольтке, у которого теперь было время улучшить свои позиции вокруг Меца и начать охоту за Мак-Магоном».
На следующий день была произведена реорганизация германских военных сил: из гвардии, 12-го и 4-го корпусов 2-й армии, с 5-м и 6-м кавалерийскими дивизиями образована 4-я армия — маасская, вверенная начальству наследного принца саксонского. Этой армии, вместе с 3-й (общей численностью до 245 тысяч), приказано было наступать к Парижу.

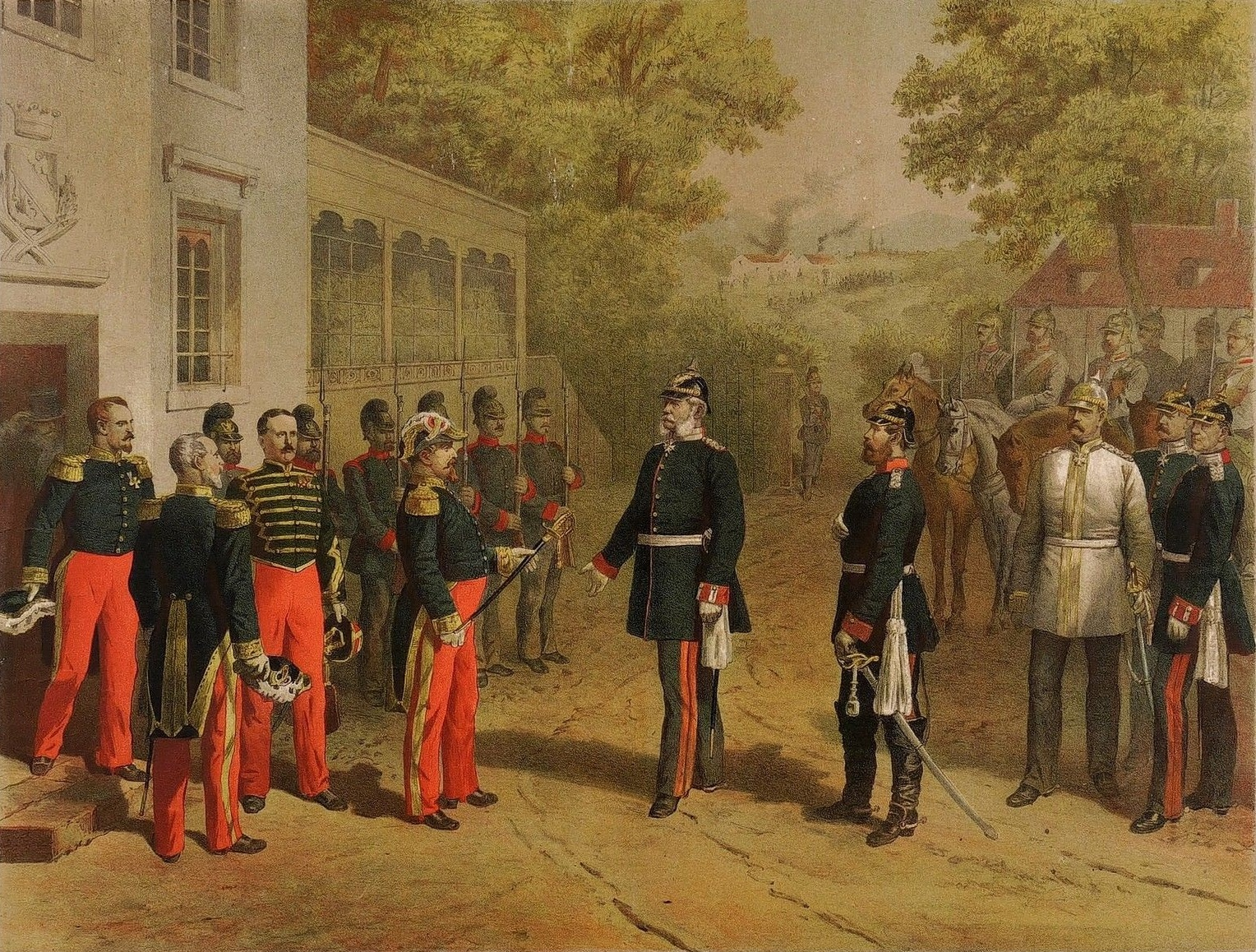
Наполеон III сдаётся Вильгельму I при Седане

С французской стороны между тем сформирована была у Шалона новая армия (около 140 тысяч) под начальством Мак-Магона. К этой армии прибыл и сам император. Сначала решено было отвести её к Парижу, но против этого восстало общественное мнение, требовавшее выручки Базена, и, по настоянию нового военного министра Кузен де Монтобана (графа Паликао), при самоустранении от руководства военными операциями императора, Мак-Магон решился выполнить столь рискованную операцию, против превосходящих сил противника осуществить фланговый манёвр до и вдоль франко-бельгийской границы до осаждённой крепости Мец. 23 августа его армия двинулась к реке Маас. Движение это было задержано продовольственными затруднениями, а уже 25 августа в германской главной квартире были получены о нём точные сведения. 3-я и 4-я германские армии были двинуты в северном направлении, наперерез Мак-Магону, и успели предупредить французов на переправах у Дена и Стене. Неоднократные столкновения с настигавшими его германскими войсками (бои у Бюзанси, Нуара, Бомона) указывали Мак-Магону на грозившую ему опасность; он имел ещё возможность отвести свою армию к Мезьеру, но вместо того повёл её к крепости Седан, вовсе не представлявшей надёжного опорного пункта и окружённой со всех сторон господствующими высотами, при этом в условиях сильно возросшей дальности артиллерийского огня «борьба в условиях окружения оказывалась для французов совершенно невозможной — их фронт простреливался артиллерийским огнём с трёх сторон насквозь». Результатом была последовавшая 1 сентября Седанская катастрофа, окончившаяся пленением всей французской армии Мак-Магона, вместе с императором Наполеоном III. Впоследствии немцы не могли отказать себе в том, чтобы прогнать колонны пленной армии на виду осаждённого гарнизона Меца (что, конечно, не способствовало поднятию боевого духа у французов).
Из всех действующих военных сил оставался свободным один только 13-й корпус генерала Винуа, который был послан военным министром на подкрепление Мак-Магону и уже дошёл до Мезьера, но, узнав вечером 1 сентября о том, что произошло у Седана, немедленно стал отходить к Парижу, преследуемый 6-м германским корпусом. Официальное известие о поражении под Седаном было получено в столице Франции 3 сентября, и на другой же день там в результате массового выступления парижан Наполеон был объявлен низложенным, когда у императорского дворца стала собираться недружественная толпа и дворцовая охрана стала разбегаться, императрица с ближайшим окружением покинула дворец и отправилась в изгнание в Англию. Вторая империя подошла к концу. Было организовано Правительство национальной обороны под председательством генерала Трошю, военным министром был назначен генерал Ле-Фло. Правительство национальной обороны предложило Германии мир, но, ввиду чрезмерных требований победоносного неприятеля, соглашение не состоялось. После катастрофического поражения в Седане Италия направила войска в Рим, с уходом французского гарнизона и занятием города объединение Италии завершилось.

### Осада Парижа и окончание войны

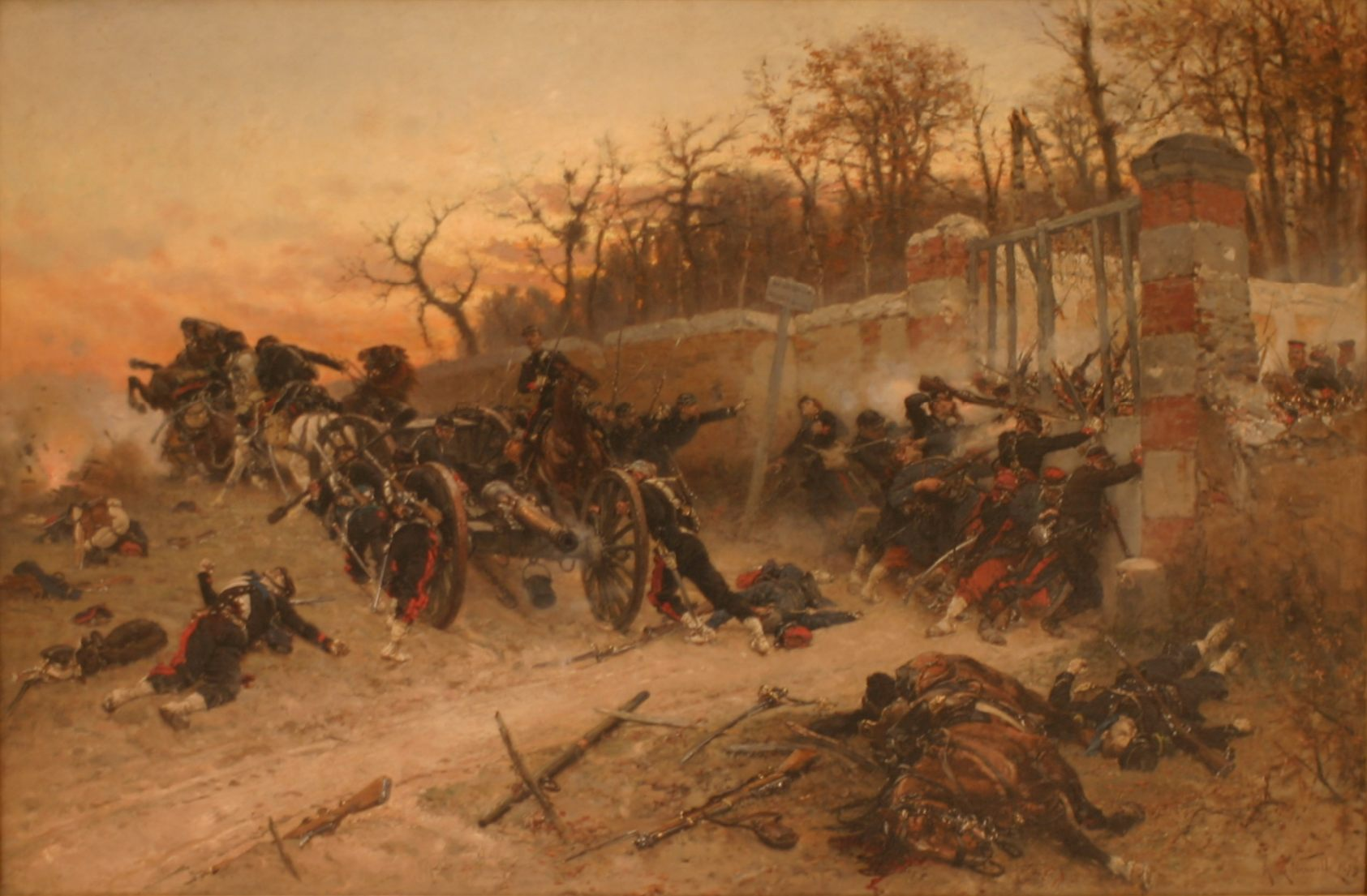
Альфонс де Невиль. «Защита ворот Лонбо в битве у замка Бузенваль 21 октября 1870 г.» (1870-е)

Немцы в течение сентября и октября ввели во Францию около 700 тысяч человек; у французов же, не считая запертой в Меце армии Базена, оставались сравнительно ничтожные надёжные силы. Вместе с корпусом Винуа, успевшим отступить в Париж, в городе можно было насчитать до 150 тысяч человек, из которых значительная часть — весьма сомнительного достоинства; около 50 тысяч находилось в разных депо и маршевых полках; кроме того, насчитывалось до 500 тыс. человек в возрасте 20—40 лет, которые и послужили мобилизационным ресурсом для формирования новых корпусов. Эта импровизированная армия в борьбе против регулярных войск, воодушевлённых одержанными ими блестящими победами, имела мало шансов на успех. Тем не менее правительство национальной обороны решило продолжать борьбу до конца.
Германская армия распространялась по северо-востоку Франции, овладевая находившимися ещё во власти французов второстепенными крепостями. 3-я и 4-я армии, отделив два корпуса для конвоирования седанских пленных, двинулись к Парижу и с 17 по 19 сентября завершили его окружение.

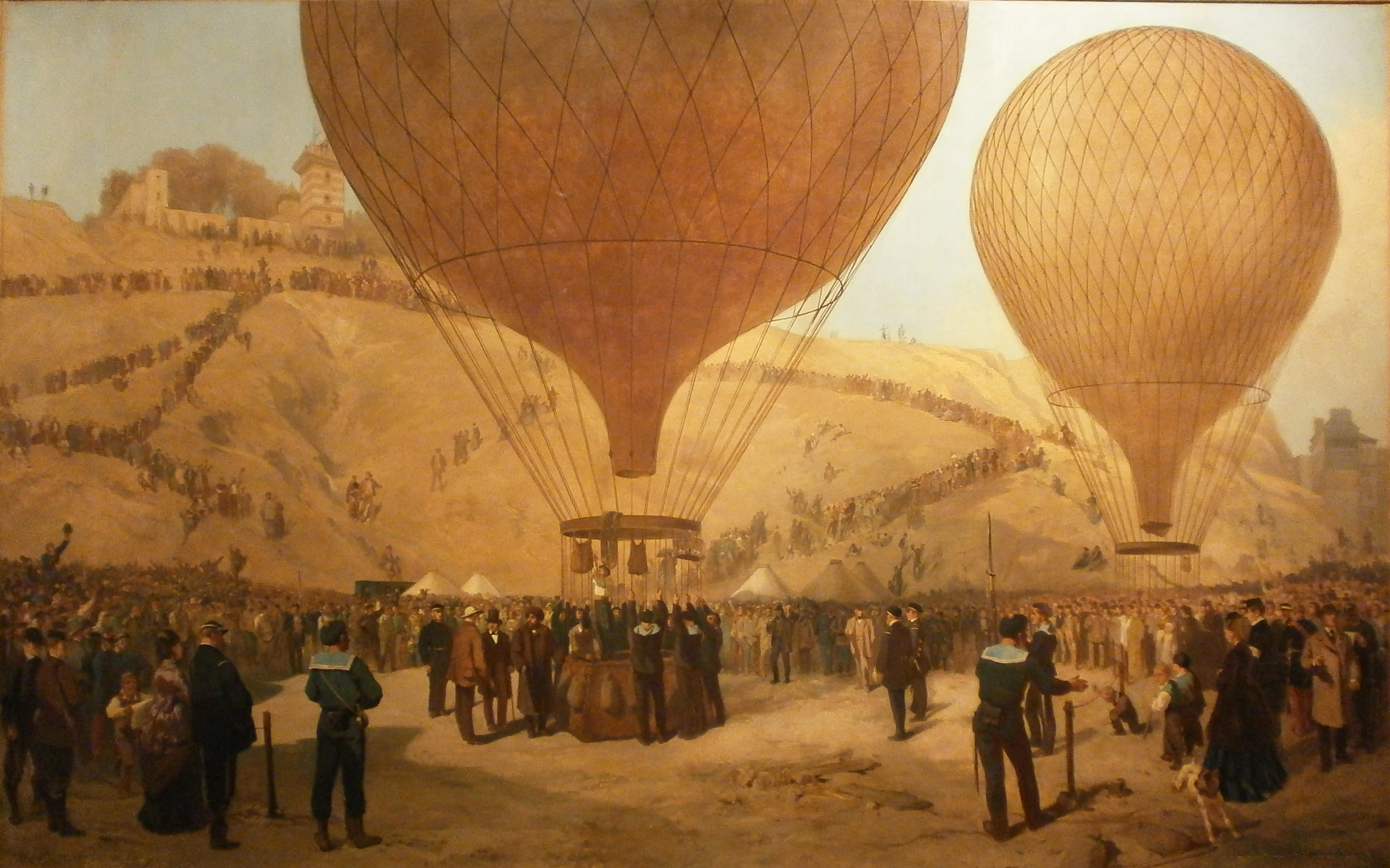
Отправление Гамбетты на воздушном шаре из Парижа

При этом номинально правительство Франции продолжало находиться в Париже, но в силу затруднительной связи осаждённого Парижа с остальной Францией был организован ещё один центр власти, Делегация, сначала в Туре, потом с созданием угрозы захвата противником этого города, в Бордо. Для организации обороны туда был делегирован республиканский деятель Гамбетта с соответствующими полномочиями (для этого был организован перелёт из Парижа на воздушном шаре). Делегация в Туре приступила к формированию новых армий. Основная цель этого центра власти была организация наступления со снятием блокады Парижа.
Энергичные действия части правительства (Делегации) в Туре под руководством республиканского деятеля Гамбетты привели к значительным успехам в формировании новой армии. Было сформировано 11 новых корпусов — № XVI—XXVI. «3 из этих корпусов были готовы лишь к концу января, когда уже было заключено перемирие, но 8 корпусов приняли горячее участие в боях. Меньше чем в 4 месяца, с упорными боями на фронте, была создана новая массовая армия. Средний успех формирования равнялся 6 тысяч пехотинцев и 2 батареям в день. Этот успех был достигнут, несмотря на то, что военная промышленность и склады сосредоточивались преимущественно в Париже и в провинции приходилось все — начальников, оружие, лагери, обмундирование, патроны, снаряжение, обоз — импровизировать заново. В провинции вновь были созданы многие отрасли военной промышленности. Значительную пользу принесла свобода сношений с внешними рынками: удалось сделать крупные закупки на иностранных — преимущественно английских, бельгийских и американских рынках, Созданная Гамбеттой в 4 месяца артиллерия — 238 батарей — в полтора раза превосходила по численности артиллерию императорской Франции и технически стояла выше». Реформа с перевооружением французской артиллерии была начата ещё при имперской власти, но внезапное начало войны не позволило закончить её до начала военных действий. Французской стороне удалось улучшить техническое состояние своей артиллерии, но при этом применение её сильно затруднялось недостатком подготовленных артиллерийских кадров. На момент окончания войны в конце января 1871 г. имелось в наличии большое количество артиллерийских орудий для формирования 22 артиллерийских батарей, но при этом отсутствовали кадры для их использования.
В целом быстрое формирование новых французских армий и то, что немецкое командование не наращивало значительно численность войск во Франции, постепенно создавали предпосылки для изменения хода войны. Ключевую роль здесь играло сковывание значительных немецких сил при осаде Меца.
Крепость Мец была наиболее совершенной среди крепостей Франции. Она была защищена системой укреплённых фортов с артиллерией и имела в качестве гарнизона целую армию. Понимая силу обороняющихся, немецкое командование отказалось от попыток штурма крепости и даже её артиллерийского обстрела. Оно всецело рассчитывало на принуждение к сдаче голодом. Пассивная тактика осаждённых и наличие большого гарнизона, превышающего даже силы осаждающих, вели ситуацию к неминуемой сдаче. Положение осаждённых французских войск в Меце вследствие истощения припасов становилось день ото дня тяжелее. Когда запасы окончательно истощились и у войск, и у жителей, 27 октября была заключена капитуляция, и 29 октября побеждённая голодом армия Базена сдалась. Сдача крепости Мец с огромной армией превзошла по масштабам Седан и воспринималась во Франции психологически чрезвычайно тяжело. Сдача была объявлена самовольной акцией командующего Базена, и после окончания войны тот был предан военному суду и приговорён к заключению. Очевидно, в этом можно также видеть осуждение политически мотивированных тайных переговоров Базена с Бисмарком с намерением восстановить монархию династии Наполеонов (переговоры окончились ничем, так как после катастрофических поражений Франции интерес германской стороны к соглашениям с Францией угас, если даже допустить, что он на самом деле был). «Бисмарк и Мольтке отвечали на слова
Базена о „сотрудничестве“ против „республиканской угрозы“ равнодушным пожатием плеч».
Бывшая императрица Франции, находящая в политическом изгнании в Лондоне, отказалась связывать себя любыми обязательствами, могущими оказаться во вред действиям правительства национальной обороны. Также и сам пленённый император Наполеон III отказался от любых предложений со стороны Бисмарка о какой-то политической роли во Франции, хотя Бисмарк и пытался использовать его фигуру, объявив его «почётным гостем». На первых переговорах с новыми французскими властями 18 сентября 1870 г., новым министром иностранных дел Ж. Фавром с целью обсуждения возможности заключения мира Бисмарк потребовал уступки Эльзаса и Лотарингии, а после отказа пригрозил выпустить армию Базена с Наполеоном III. Бисмарк называл Наполеона III «законным правителем Франции» и отвергал новую республику Гамбетты как не более чем «партийный переворот».
Как ни относиться к политической фигуре Наполеона III, но надо отдать ему должное, он не позволил себя увлечь иллюзиями возврата к власти и не дал обмануть себя Бисмарку. Очевидно, в намерения Бисмарка входило ослабить политические позиции Франции за рубежом. При этом оборонительная позиция новых властей Франции, предложивших Германии почётный мир и возмещение расходов на войну, была представлена Бисмарком как агрессивная с отказом от выдвинутых прусских условий с требованием аннексии французских провинций Эльзаса и части Лотарингии. И эта политика Бисмарку в какой-то мере удалась, в европейской прессе активно обсуждался вопрос о легитимности властей Франции и «красной опасности», а агрессивная позиция Пруссии с продолжением войны с целью аннексий и контрибуций находила в определённой мере понимание. Только США и Испания признали новое правительство национальной обороны сразу после объявления, другие страны некоторое время отказывались это делать.
Сама постановка вопроса о легитимности была довольно странной для Франции после государственного переворота 1851 г. Приход новой власти правительства национальной обороны получил во всей Франции признание. Пленение Наполеона III и бегство в политическое изгнание главных бонапартистов практически решили вопрос политического признания новой власти. «Мудрость правительства, заявившего о себе как о равноудалённом от всех партий, как и лидера правительства национальной обороны, возымела заслуженный успех». При этом донесённые прусские требования вызвали всеобщее негодование и желание продолжать борьбу. К сожалению для репутации Базена он позволил себя увлечь иллюзорными планами о политической роли во Франции. Выдвигались какие-то странные планы о том, что немцы позволят выйти из крепости Мец армии под командованием Базена, чтобы отступить на юг Франции, там она будет находиться, пока немецкие армии овладеют Парижем, устранят политических узурпаторов и освободят место для законных императорских властей с опорой на армию Базена.
Даже если не рассматривать моральную сторону дела, план представляется совершенно нереальным. Немецкая пресса, несомненно с подачи Бисмарка, широко освещала эту тему, доносила эти детали переговоров Базена с людьми, которые сегодня историками считаются или людьми на службе Бисмарка, или просто авантюристическими личностями. Французская пресса хранила по этому поводу совершенное молчание. Несомненно, политически мотивированные действия командующего Базена привели к пассивности действий окружённой армии и содействовали поражению и этой армии и в целом всей страны. В итоге 173 тыс. человек и весь громадный объём военного имущества, находившийся в Меце, достались победителю. Падение Меца сделало войска принца Фридриха-Карла свободными для действий против вновь сформированных французами армий. После сдачи Меца стало понятно, что ход войны переломить не удастся, сил у одной Франции для этого недостаточно, необходимо искать союзников. После катастрофического поражения французской армии в Меце Россия объявила об отказе соблюдения положений Парижского договора 1856 г. о нейтрализации Чёрного моря.
В конце октября оборонительные работы вокруг Парижа шли успешно, вооружение было усилено и войска подготовились к наступательным действиям против немцев, выжидавших, когда голод вынудит Париж сдаться. Главная слабость французской стороны заключалась в военном руководстве. Командование парижской армии во главе с генералом Трошю считало осаду Парижа обречённой на поражение, действовало нерешительно. Более всего оно опасалось, по выражению Трошю, «врага в глубине Парижа», страшилось социального взрыва, что вполне подтвердилось впоследствии восстанием Парижской коммуны. При этом не должно удивлять возмущение и негодование французского общества ходом войны и руководством обороны, проявлением чего стала Парижская коммуна. В целом военное руководство Парижа не использовало тех возможностей и достаточно продолжительного времени для подготовки и обучения войск, какие имелись. Это подтвердилось впоследствии при попытках прорыва блокады, когда сражения в декабре и январе показали низкую боеспособность войск. В таких условиях сдача Парижа становилась только вопросом исчерпания запасов продовольствия и топлива в таком большом городе как Париж.
Ход военных действий кардинально изменился. Французская армия в основном состояла из малообученных войск и могла противостоять подготовленным войскам Пруссии и её союзников только при условии создания значительного численного перевеса не менее 2-х или под защитой укреплённых крепостей, в ином случае она терпела поражения.
«Если бои императорского периода войны протекали при двойном превосходстве немцев, то бои республиканского периода протекали при двойном, иногда тройном превосходстве французов. Тогда как французы более чем утроили свои силы в течение войны, немцы фактически их не увеличили; количество мобилизованных в августе северогерманским союзом — 888 тыс. — повысилось через 3½ месяца только на 2 %, а к концу войны, через полгода, только на 15 %, что даже не уравновешивало понесённые потери. Пруссия в 1870 г. совершенно не знала лихорадочной деятельности по перманентной мобилизации. Увеличение сил одной из сторон на 200 %, при стационарности сил другой, и создало кризис на фронте» (в данном случае имеется в виду кризис во второй половине ноября, когда после формирования новых армий французская сторона попыталась изменить ход войны в свою пользу).
Из новых французских корпусов первым был сформирован 15-й. Его немедленно послали к Орлеану, чтобы задержать шедших к этому городу баварцев. Неудачные бои 10, 11 и 12 октября заставили 15-й корпус отойти за реку Сольдр. В Блуа французами был сформирован 16-й корпус, составивший вместе с 15-м 1-ю луарскую армию, вверенную командованию Орель-де-Паладина. Ему было указано выбить баварцев из Орлеана. Вследствие разных неблагоприятных обстоятельств (в том числе — известия о капитуляции Базена в Меце), наступление к Орлеану замедлилось до начала ноября. 9 ноября 1870 года у Кульмье в 20 км от Орлеана произошло сражение, в котором участвовали 70 тыс. французов против 20 тыс. немцев. Баварцы вынуждены были отступить и на время оставить Орлеан. Впервые создался кризис для блокады Парижа, но он был быстро парирован со стороны немцев вводом сил, высвобожденных после сдачи крепости Мец.

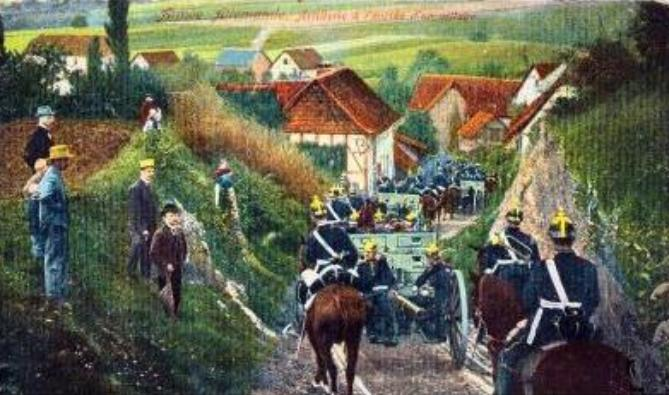
Прусская батарея полевой артиллерии входит во французскую деревню во время франко-прусской войны

Когда 14 ноября в столице было получено известие о победе французов при Кульмье, общественное мнение потребовало движения французских войск из Парижа навстречу луарской армии. Последствием этого были упорные сражения 30 ноября при Вильере и 2 декабря при Шампиньи, в которых французы опять не имели успеха.
Орель-де-Паладин занял позицию перед Орлеаном, где к нему присоединился вновь сформированный 17-й корпус. Вскоре за тем, благодаря неутомимой, энергичной деятельности Гамбетты, в Жиене был сформирован ещё 18-й корпус, в Невере — 20-й. Эти два корпуса двинуты были на Питивье, с целью остановить принца Фридриха-Карла, приближавшегося из-под Меца. 28 ноября произошёл упорный бой при Бон-ла-Ролан, после которого Орель-де-Паладин возвратился на свои прежние позиции. Смелая попытка развить успех с занятием Орлеана не удалась, ввод свежих немецких сил остановил наступление французов.
20 ноября 1870 года немцы начали операции на северном театре войны. 24 ноября Мантейфель двинулся к Амьену и после двухдневного сражения (27 и 28 ноября) принудил французов отступить по направлению на Аррас. 30 ноября сдалась Мантейфелю и цитадель Амьена, а на другой день он двинулся на Руан, оставив часть своих войск на реке Сомме; 5 декабря был занят Руан, после чего на этом участке северного театра войны происходили лишь мелкие стычки.
На востоке дела имели ещё более несчастный для французов исход. Когда в августе 1870 года дивизия генерала Дуэ покинула Бельфор, чтобы присоединиться к шалонской армии Мак-Магона, восточная Франция осталась на некоторое время безо всяких войск для обороны. Затем, из запасных и маршевых частей, постепенно сформировался 20-й корпус, предназначавшийся для защиты проходов через Вогезы; вместе с ним действовало несколько отрядов вольных стрелков; кроме того, прибывший во Францию Гарибальди сформировал в Отёне легион в 12 тысяч человек из нескольких батальонов мобилей и из добровольцев всевозможных национальностей; наконец, в окрестностях города Бон была образована дивизия под начальством генерала Кремера. Все эти ополчения не представляли серьёзной опасности для операционной линии немцев, тем более, что 20-й корпус скоро был отведён к Неверу, для участия в попытках деблокировать Париж. Между тем после взятия Страсбурга корпус генерала Вердера приступил к осаде прочих эльзасских крепостей. Для осады Бельфора немцы имели особый корпус и, кроме того, ещё один обсервационный, в городе Везуле. Войска этого обсервационного корпуса вытеснили гарибальдийцев из Дижона, а 18 декабря выдержали упорный бой с дивизией Кремера у города Нюи.
Члены правительства национальной обороны, находившиеся в городе Туре, узнав о вылазке, предпринимаемой парижским гарнизоном по направлению на Шампиньи, решили предпринять новое наступление 16-го и 17-го корпусов. 1 и 2 декабря корпуса эти имели безуспешные столкновения (при Вильпионе и Луаньи-Пупри) с правым крылом армии принца Фридриха-Карла и были отброшены к западу. После этого принц решительно двинулся к Орлеану, 4 декабря овладел городом и разрезал французскую армию на две части: 16-й и 17-й корпуса остались на правом берегу Луары, под начальством генерала Шанзи, а 15-й, 18-й и 20-й — на левом, под начальством Орель-де-Паладина, который вскоре был заменён генералом Бурбаки. Потеря Орлеана, в связи со сдачей Меца и неудачным исходом вылазки из Парижа, значительно уменьшила надежды на более счастливый оборот дел; тем не менее правительство не изменило своего решения — продолжать оборону до окончательного истощения сил.
Против войск Шанзи, названных 2-й луарской армией и усиленных вновь сформированным 21-м корпусом, двинулась вся армия принца Фридриха-Карла. С 7 по 10 декабря включительно происходил ряд боёв, а 11 декабря Фридрих-Карл произвёл решительное наступление на центр расположения французов. Убедившись в крайнем утомлении своих войск и узнав, что неприятель проник уже до реки Блуа, Шанзи начал в тот же день отступление на Фретеваль и Вандом. 14 и 15 декабря германцы атаковали его, но не одержали решительных успехов; однако и сам Шанзи, опасаясь, чтобы новое сражение не подорвало окончательно сил его войск, 16 декабря отступил, соблюдая полный порядок и сдерживая преследовавших его. 19 декабря 2-я луарская армия остановилась к востоку от Ле-Мана.
После сражений 3 и 4 декабря при Орлеане французское правительство занялось реорганизацией трёх корпусов, отступивших к Буржу и Неверу, и в середине декабря довело их численность до 100 тысяч. Целью их было деблокирование Бельфора. Начальство надо всеми предназначенными для того войсками было вверено генералу Шарлю Дени Бурбаки, который должен был быть усилен ещё 24-м корпусом, переброшенным из Лиона к Безансону. Около 20 декабря началось передвижение французских 18-го и 19-го корпусов на восток. Перевозка войск шла весьма беспорядочно и с большими задержками; молодым не привыкшим к трудностям солдатам пришлось сильно пострадать от наступивших холодов. Тем не менее к 29 декабря французы уже находились на назначенных им позициях.

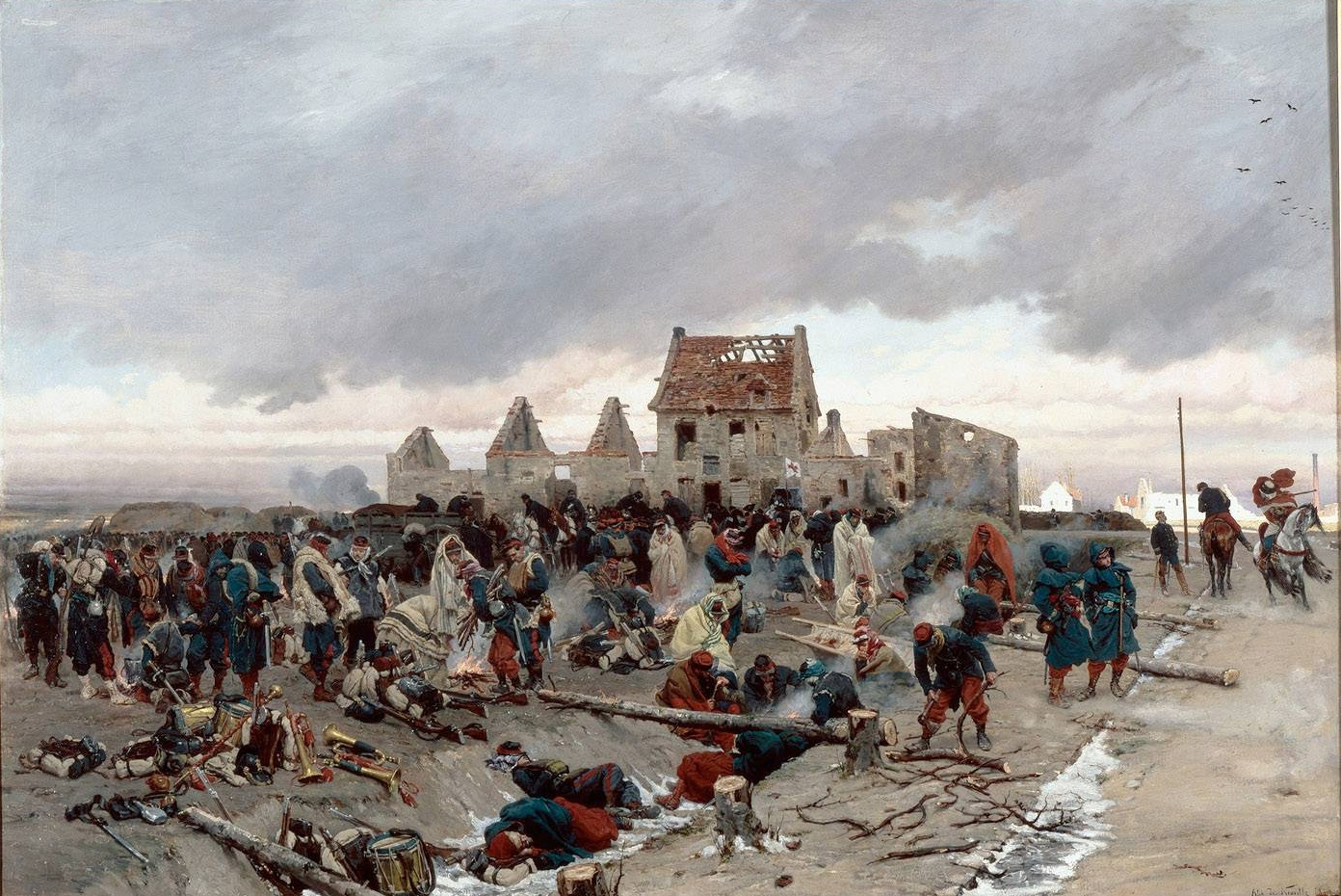
Альфонс де Невиль. «Бивуак у Бурже после сражения 21 декабря 1870 г.» (1873)

21 декабря была сделана вылазка из Парижа к Ле-Бурже, но и она окончилась неудачей. После этого популярность генерала Трошю окончательно упала. Между тем к германским войскам прибыла осадная артиллерия, и с 27 декабря началось бомбардирование Парижа, где в это время продовольственные запасы стали подходить к концу. 5 января 1871 года бомбардировки были усилены, и в течение 23 дней продолжались непрерывные обстрелы города с юга и севера. С точки зрения Бисмарка, любая жестокость была оправдана, чтобы закончить войну до того, как рука Пруссии будет ещё больше ослаблена «непредвиденными случайностями в бою, болезнью или вмешательством нейтралов». Немецкая сторона сконцентрировала большое количество тяжёлой осадной артиллерии калибром до 210 мм против выбранных фортов и начала интенсивную бомбардировку. После подавления артиллерии противостоящих фортов (с юго-западной стороны Парижа укреплённое плато Мон-Аврон перед фортом Рони, с южной стороны форты Ванв, Исси и Монруж) осадная артиллерия была частью подведена ближе и начала обстрел Парижа. Ежедневно на город выпускалось 300—400 гранат.

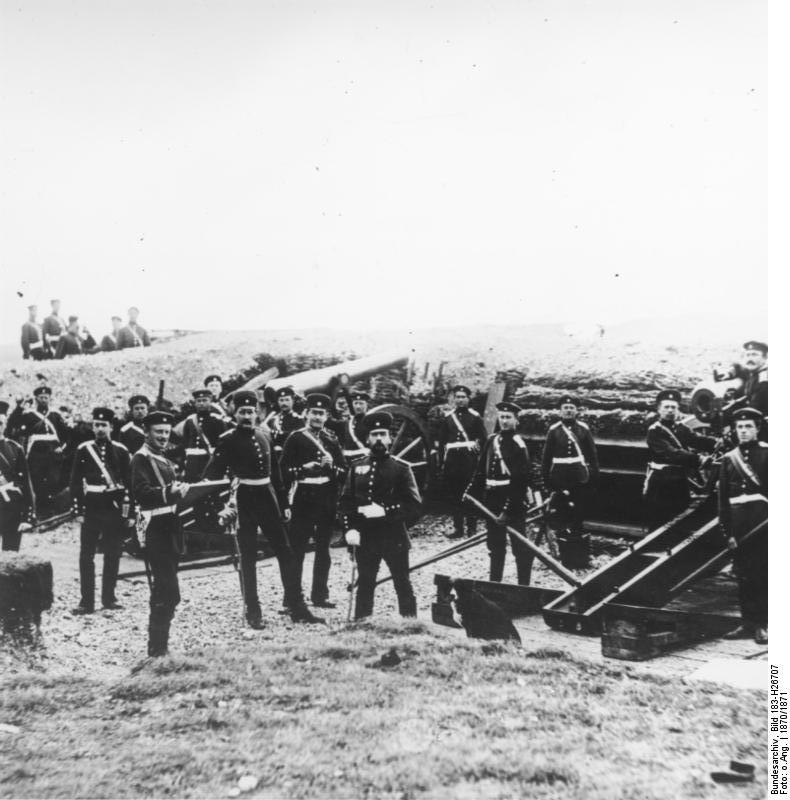
Прусская артиллерийская батарея у Парижа

Генерал Федерб, 4 декабря прибывший к северной французской армии, немедленно занялся её укомплектованием и скоро довёл силы двух своих корпусов до 40 тысяч. 8 декабря одна из французских дивизий произвела внезапное нападение на форт Ам и овладела им; Федерб двинулся к Амьену и занял позицию около этого города 23 декабря. Мантейфель атаковал его, но без решительного успеха; тем не менее Федерб на другой же день, убедившись в крайнем утомлении своих войск, отвёл их за реку Скарп и расположился между Аррасом и Дуэ. 1 января он снова перешёл в наступление, чтобы выручить осаждённую крепость Перонн, но после происходивших 2 и 3 января упорных боёв с прусским обсервационным корпусом, стоявшим у Бапома, был вынужден отказаться от своего намерения.
В это время правительство народной обороны обсуждало новый план действий для освобождения Парижа от блокады. Шанзи предлагал одновременное наступление: с севера — вновь сформированной там армии, предводимой генералом Федербом, с юга — 1 и 2-й луарских армий. Предложение это не было принято, и 6 января 1871 года были отданы приказы: Федербу — продолжать действия в долине реки Соммы; Бурбаки — двинуться на восток, освободить осаждённый Бельфор и начать операции против коммуникаций германской армии; Шанзи должен был ограничиваться оборонительными действиями.
6 января 1871 года армия Фридриха-Карла возобновила наступление. 11 и 12 января происходило сражение у Ле-Мана, после которого Шанзи вынужден был отступить ещё далее к западу; армия его успела оправиться и ко времени заключения перемирия насчитывала в рядах своих до 160 тысяч человек. Театр военных действий на севере простирался от реки Шельды до моря, на юге доходил до реки Уазы. Из небольшого числа свободных линейных войск, мобилей и вольных стрелков к концу октября были сформированы два французских корпуса: 22-й (около 17 тысяч человек), сосредоточенный у Лилля, и 23-й (около 20 тысяч) — у Руана; кроме того, до 8 тысяч человек находилось в Амьене. Общее командование на севере поручено было генералу Федербу, но войска, подчинённые ему, почти не имели надлежащей подготовки и не были укомплектованы вооружением.
После капитуляции Меца, из германской 1-й армии был отделён для действий на севере отряд под начальством генерала Мантейфеля; один корпус сначала был оставлен в Меце, а потом приступил к осаде Тионвиля, Монмеди и других второстепенных крепостей, остававшихся в тылу.
На севере 10 января Перонн после длительной осады и непрерывных обстрелов сдался немцам. С целью отвлечь внимание неприятеля Федерб направился на Сен-Кантен, около которого 19 января вступил в сражение с германскими войсками генерала фон Гёбена, но потерпел поражение и отступил к Камбре. Впрочем, неприятельские войска были так утомлены, что только 21 января двинулись за французами и скоро опять отступили за реку Сомму. Пользуясь временным бездействием противника, северная французская армия успела оправиться и через несколько дней уже была готова к новым операциям; тем не менее перемирие 28 января приостановило её дальнейшие действия.
Продвижение армии Бурбаки на восток, начавшееся 5 января, было до некоторой степени неожиданным для немецкого командования. Французские войска значительно превосходили противостоящие немецкие силы в этом районе (110 тыс. против 40 тыс.) и успешно продвигались на восток, создавая угрозу прорыва в Эльзас и перерыва коммуникаций немецких войск во Франции. Осознав угрозу, прусское командование отреагировало немедленно. «В течение суток Мольтке сформировал новую, Южную армию из 19, 7 и 2-го корпусов. Он приказал, чтобы Вердер всеми средствами сохранял осаду Бельфора и навязал Бурбаки бой до прибытия 2-го и 7-го корпусов, которые ударят французам в тыл». Узнав, что предметом действий Бурбаки был Бельфор, Вердер решил произвести фланговое движение, чтобы на позиции за рекой Лизен преградить путь неприятелю; одновременно с этим он занял село Вилерексель, близ которого в течение всего дня 9 января задерживал наступавшего противника, а затем беспрепятственно отошёл к избранной позиции на реке Лизене, всего в нескольких километрах от цели операции французов, осаждённой крепости Бельфор. С 15 по 17 января французы тщетно пытались выбить противника с этой позиции. Когда поступили известия о приближении с запада германских войск, Бурбаки решился отступить на Безансон, но с решением этим запоздал. Два германских корпуса, вверенные начальству генерала Мантейфеля и быстро наступавшие на восток, успели к 22 и 23 января дойти до реки Ду; в то же время Вердер стал угрожать Клервалю и Бом-ле-Даму. Окружённый почти со всех сторон, Бурбаки в припадке отчаяния совершил неудачную попытку самоубийства. Заступивший на его место генерал Кленшан отступил к Понтарлье, куда прибыл 28 января.

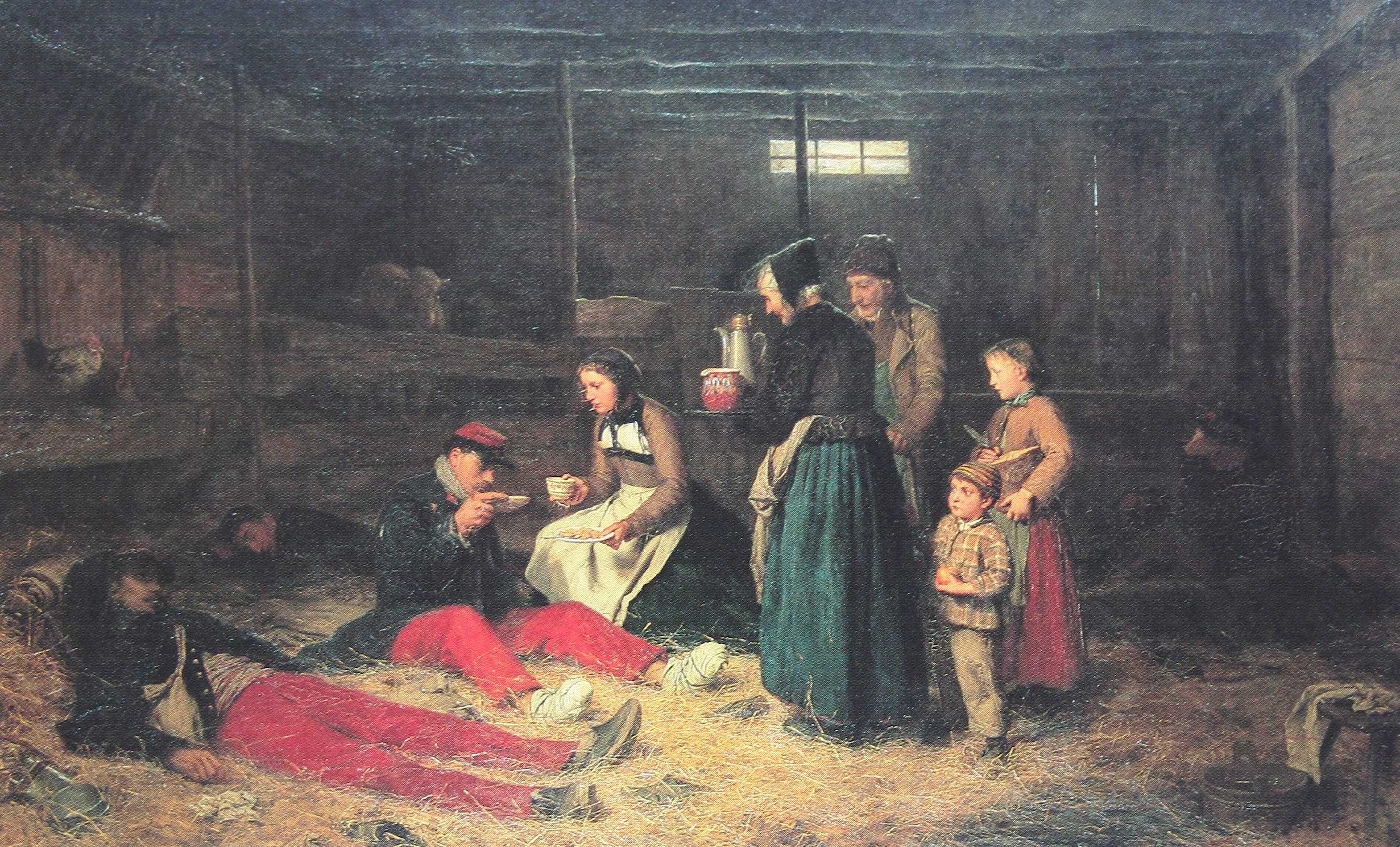
Альберт Анкер. «Солдаты Бурбаки» (1871)

19 января французами была сделана новая, третья и последняя попытка прорыва блокады, была сделана попытка прорваться из Парижа на юг, к Луаре, опираясь на Мон-Валериен, окончившаяся полным провалом и потерей более 4 тыс. человек.
22 января в Париже вспыхнуло восстание против правительства, которое, однако, вскоре удалось подавить. 28 января было заключено перемирие на 21 день, после исчерпания запасов продовольствия и топлива парижский гарнизон капитулировал, национальная гвардия сохраняла вооружение, при этом немецкие войска занимали часть фортов Парижа, чтобы предотвратить возможность возобновления военных действий. Но военные действия продолжались в восточной части страны, в районе действия армии Бурбаки. Французская сторона, не имея достоверных сведений об исходе борьбы, настояла на исключении из перемирия этого района в надежде на успешный исход борьбы. Немцы не стали разубеждать французов. Прижатая к границе французская армия Кленшана (около 80 тысяч) 1 февраля перешла у Верьера в Швейцарию, где и сложила оружие. Осаждённая крепость Бельфор продолжала сопротивление до подписания перемирия, отразив новую попытку штурма 27 января, что явилось некоторым утешением для французов в этой упорной и несчастливой кампании.

## Мирный договор

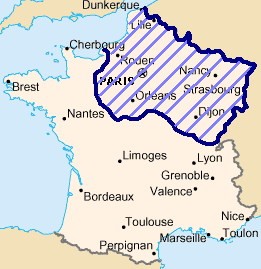
Оккупированная германскими войсками территория Франции

Несмотря на ряд тяжелейших поражений и общий неблагоприятный ход войны, у Франции сохранялись ещё возможности для дальнейшего сопротивления. В целом правительство Франции контролировало 2/3 территории страны.
Также она обладала подавляющим преимуществом на море и имела возможность организации морской блокады Пруссии, несмотря на ограниченность мер, она всё-таки создавала заметные затруднения германской торговле, притом не только на Северном, но и на Балтийском море; «количество захваченных германских судов достигло 80».
Кардинально изменилась к лучшему внешнеполитическая обстановка для Франции с поиском союзников прежде всего в лице России и Италии. В целом симпатии мирового общественного мнения склонялись на её сторону. Требования аннексии французских провинций Эльзаса и Лотарингии вместе с огромной суммой контрибуции, а также способы ведения войны со стороны Пруссии (захваты и расстрелы заложников, карательные акции с сожжением селений) — показывали несправедливый характер войны со стороны германского государства. Проявлением симпатий со стороны мирового общественного мнения можно считать, например, прибытие во Францию и активное участие в войне известного борца за свободу Гарибальди.
Прусский генерал фон Шенден (von Senden) в декабре 1870 года провозгласил в прокламации к французскому населению: «Любой человек, не принадлежащий к регулярному отряду или мобильной гвардии и встреченный с оружием под именем дозорного или другим именем, в тот момент, когда он будет захвачен в плен при совершении враждебных действий против наших войск, будет признан предателем и повешен или расстрелян без всякого дальнейшего разбирательства […] все дома или деревни, которые дают приют вольным войскам и в защиту которых они нападают на немецкие войска, будут подожжены или обстреляны».
Тем не менее все эти обстоятельства требовали времени для своего проявления. Организация морской блокады встречала возражения со стороны Великобритании (боязнь осложнений с ней удерживала французов от попыток помешать осуществлять германскую торговлю под британским флагом), Россия при общем сочувственном настрое к положению Франции со стороны канцлера Горчакова отказалась от прямого вмешательства в конфликт. Сказывалась усталость от войны.
В таких условиях возобладала политика, основанная на идее заключения мира на невыгодных условиях для Франции с выигрышем времени и с проведением необходимых политических и военных реформ и приготовлений. Данная политика связана с фигурой французского политика Адольфа Тьера. По согласованию с германской стороной 8 февраля 1871 года были проведены выборы на всей территории Франции в Национальное собрание, которые дали победу сторонникам немедленного мира. 12 февраля в Бордо был собран новоизбранный парламент и неделей спустя президентом Франции был избран А. Тьер. Практически единственный известный политик, возражавший против поспешного вступления Франции в войну летом 1870 года и за это обвиняемый в предательстве, после проведения выборов стал фактическим новым главой государства. 26 февраля в Версале был подписан предварительный мирный договор. 28 февраля Национальное собрание в Бордо утвердило условия мира, подавляющее большинство депутатов (546 против 107 при 23 воздержавшихся) проголосовало за принятие условий.
1 марта германские войска вошли в Париж и заняли часть города; после получения известия о ратификации Национальным собранием Франции предварительного договора они были выведены 3 марта. Окончательно мирный договор был подписан 10 мая во Франкфурте.
Франция потеряла Эльзас и Лотарингию, а также обязалась выплатить контрибуцию в размере 5 млрд франков. До выплаты контрибуции на территории Франции оставались немецкие войска, при этом расходы на их содержание также была обязана нести Франция.

## Последствия войны

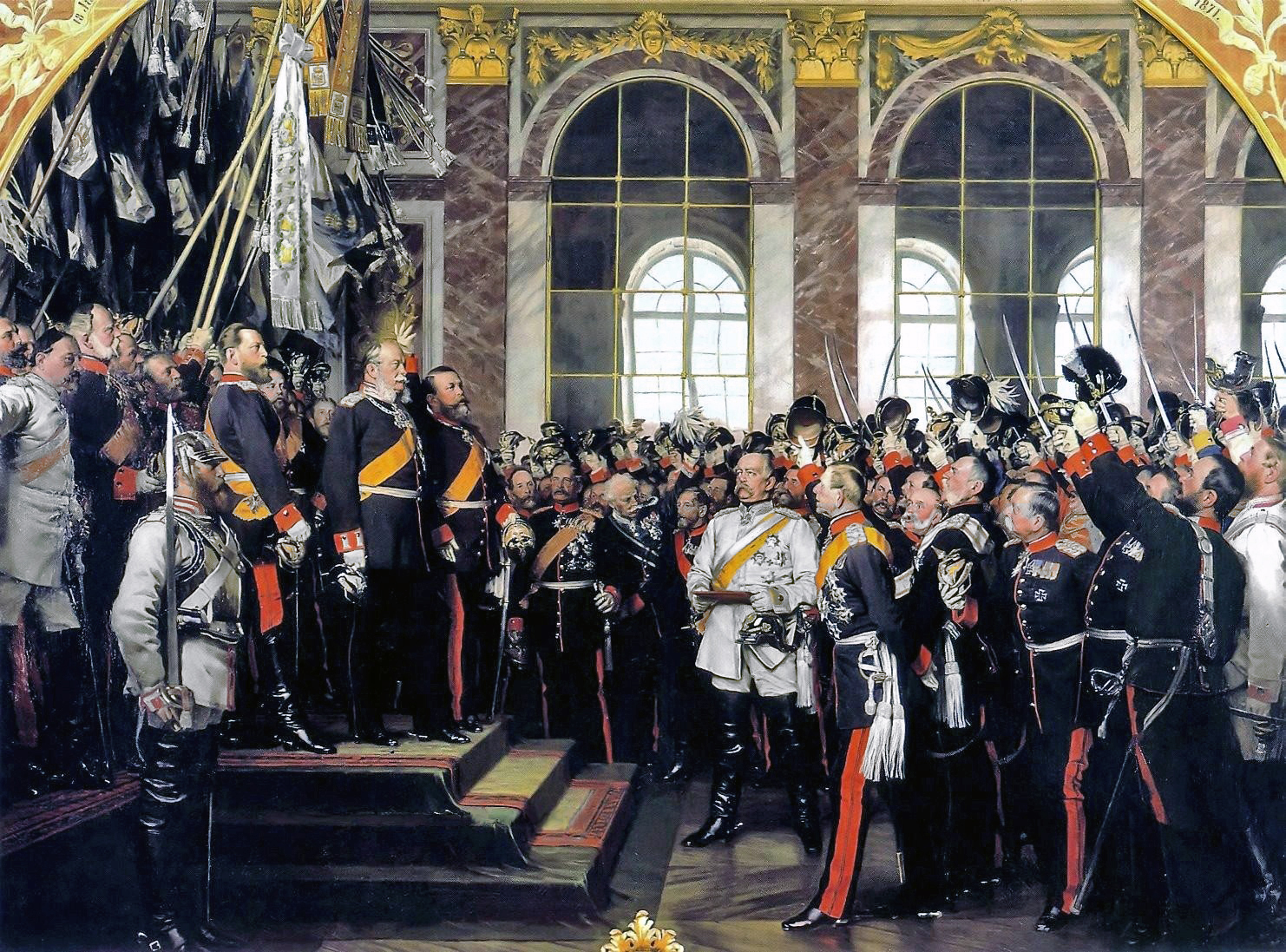
Провозглашение Германской империи в Версале. Бисмарк (в белом в центре картины) хотел объединить враждующие немецкие княжества, чтобы достигнуть создания консервативного, доминируемого Пруссией немецкого государства

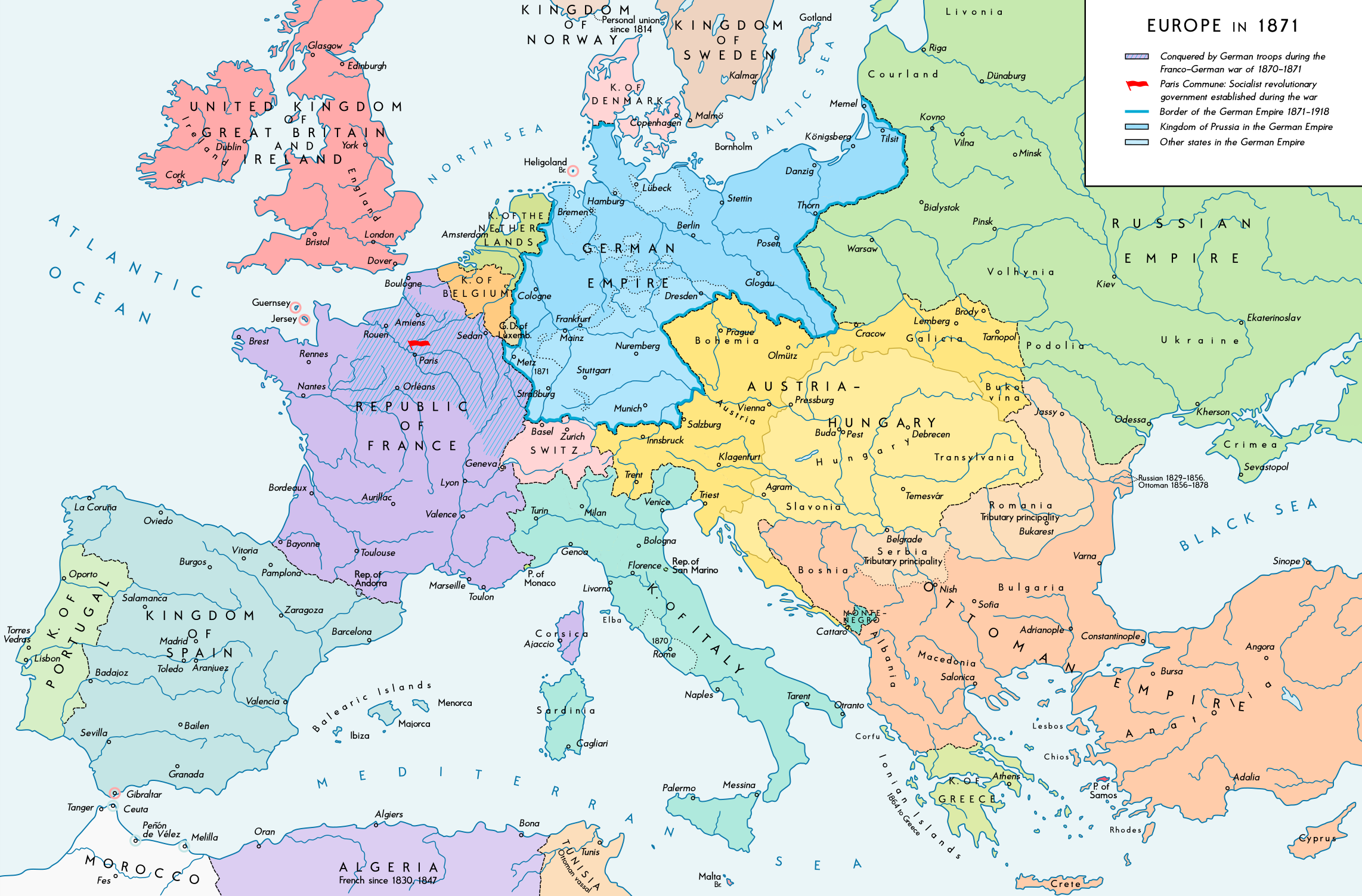
Карта Европы по итогам Франко-прусской войны

### Франция
Наполеон потерял корону, на его место пришёл Адольф Тьер. Он стал первым президентом Третьей республики, которая была провозглашена после Парижской коммуны. За время войны Франция потеряла 1835 полевых орудий, 5373 крепостных орудия, более 600 000 ружей. Людские потери были огромны: 756 414 солдата (из них почти полмиллиона пленных), 300 000 мирных жителей убитыми (всего Франция потеряла 590 000 мирных жителей, с учётом демографических потерь). По Франкфуртскому миру бывшая империя уступала Германии Эльзас и Лотарингию (1,597 млн жителей, или 4,3 % своего населения). В этих областях было сосредоточено 20 % всех горно-металлургических запасов Франции.
Сумма контрибуции в размере 5 млрд франков представляла собой очень большую величину и составляла «1612,5 тонны золотых 20-франковых монет 900-й пробы весом 6,45 грамма каждая, или 1451,25 тонны чистого золота».
Даже после заключения мира во Франции находилось 633 346 германских солдат (из них 569 875 пехоты и 63 471 кавалерии) при 1742 орудиях. В любой момент из Германии могли быть призваны ещё по меньшей мере 250 тысяч солдат, что в сумме дало бы немцам огромное численное преимущество над уже побеждённым противником. Французская же армия имела только восемь корпусов, а это приблизительно 400 тысяч солдат. Но из них реально в строю было не более 250 тысяч, остальные, по показанию немцев, числились лишь на бумаге.

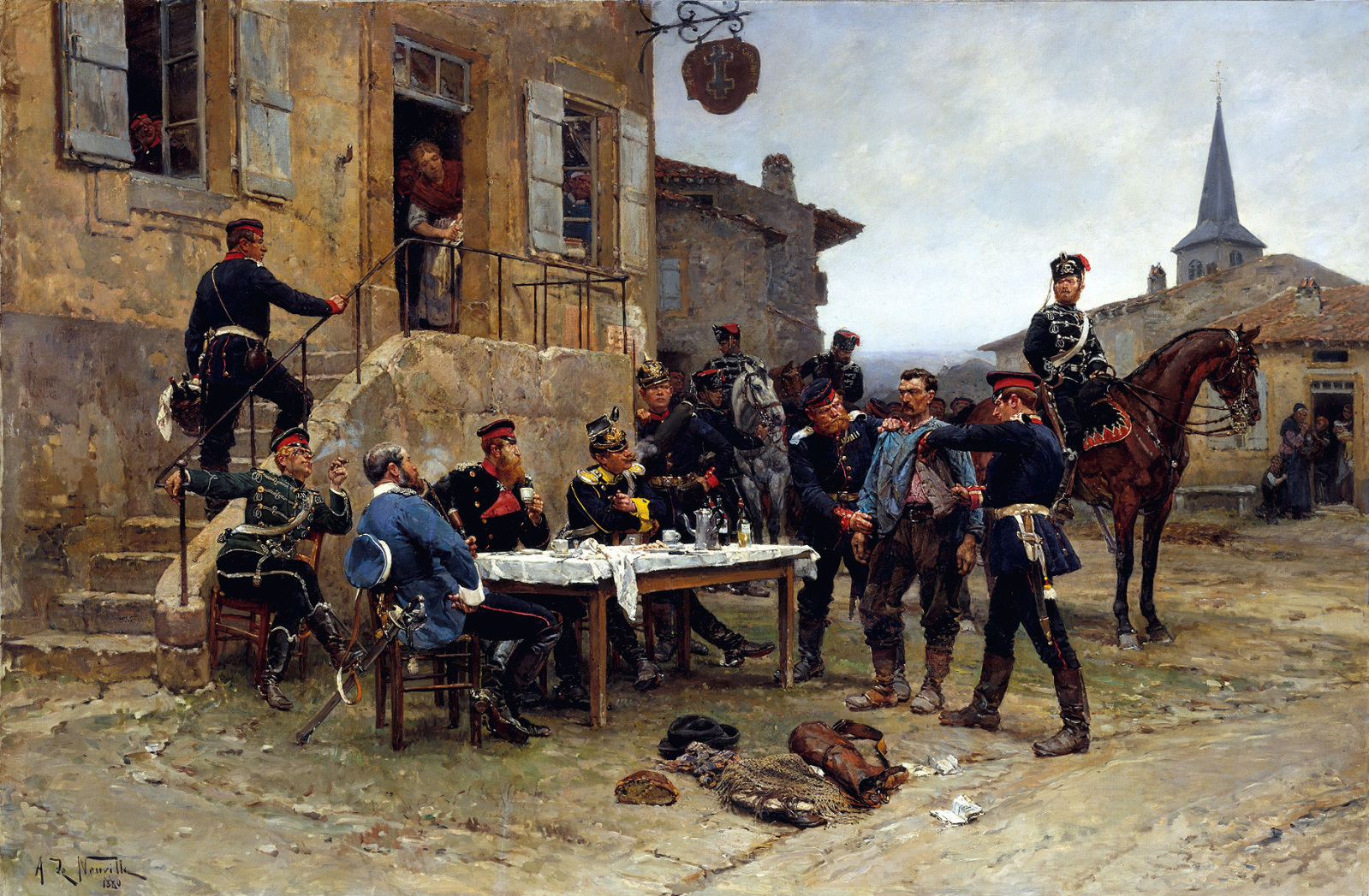
Альфонс де Невиль. «Шпион» (1880)

Полностью доверять оценкам германской стороны нельзя. Франция сохраняла значительные возможности для сопротивления, и задача полного завоевания Франции для Германии не была простой. Этим объясняется согласие уже Германии пойти на заключение мира, и хотя и тяжёлые и несправедливые, но в целом в долгосрочном плане приемлемые для Франции условия мира. Франция сохраняла возможность для восстановления сил и сохранения положения мировой державы. В условиях военной тревоги 1875 года Германия выдвинула ещё более тяжёлые условия для Франции. В частности, Германия требовала ещё больших территориальных уступок с крепостью Бельфор, дополнительной выплаты контрибуции 10 млрд франков и ограничения размеров военных сил Франции (на пути этих требований стояла Россия). В 1871 году германская сторона рассчитывала, что огромная сумма контрибуции окажется затруднительной для Франции и пребывание немецких войск на территории Франции затянется (нахождение немецких войск было оговорено как гарантия выплат). После принятия решения о заключении мира требовались энергичные усилия по скорейшему прекращению военных действий и выплате полной суммы контрибуции для восстановления международного положения страны. Но правительство во главе с А. Тьером не смогло мирно осуществить свой план действий. Попытка силового разоружения Национальной гвардии в Париже спровоцировала восстание и возникновение Парижской коммуны с новым актом гражданской войны во Франции. Вооружённый конфликт в Париже оказался очень кровопролитным и затянулся до конца мая 1871 года. Правительство А. Тьера сумело удержать власть, в дальнейшем провести контрибуционные выплаты в полном объёме, добиться вывода немецких войск, начать военное строительство и упрочить международное положение. Это подтвердилось в 1875 году, когда Германия оказалась в международной изоляции и не решилась осуществить нападение на Францию с целью её полного подчинения.
Единственным сравнительно положительным результатом войны для Франции стало укоренение там традиции устанавливать новогодние ёлки — её принесли с собой беженцы из Эльзаса и Лотарингии, и она нашла живой отклик, как символ светлых и трогательных надежд на возвращение лучшей жизни в Новом году.

### Пруссия и Германия

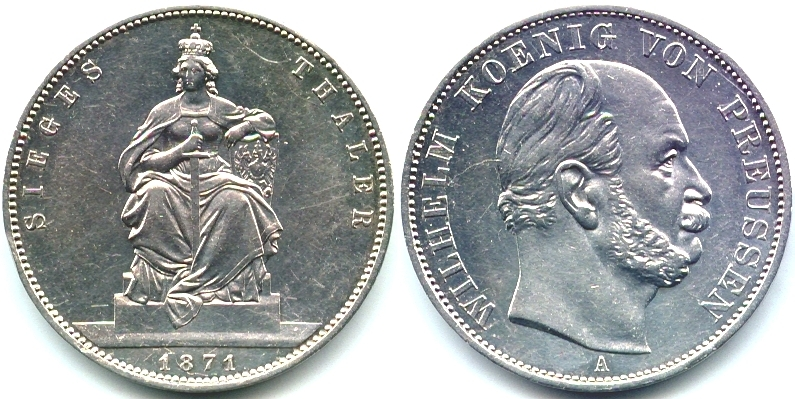
Победный талер 1871 года — прусская памятная монета, посвящённая победе над Францией

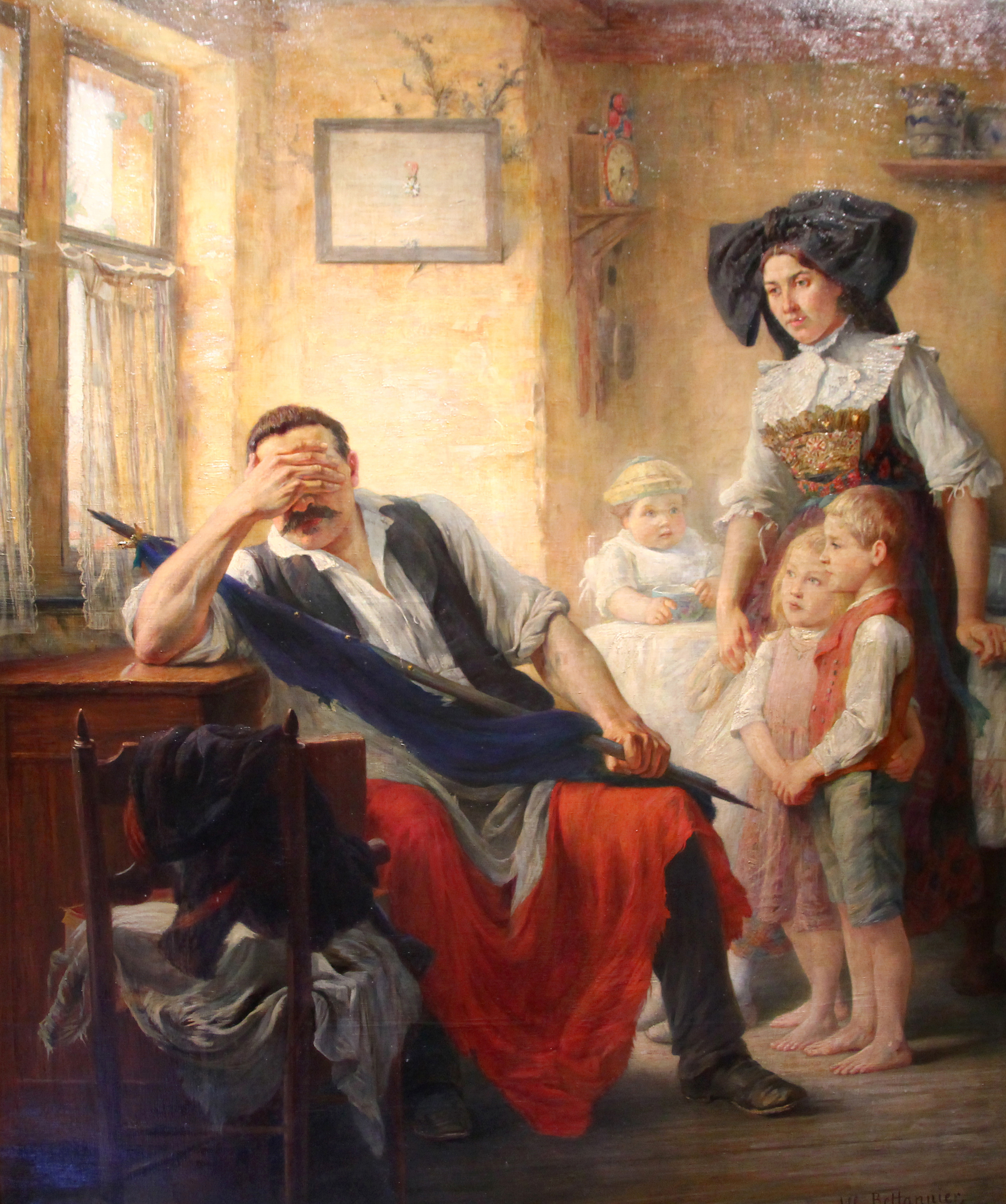
Альбер Беттанье. Аннексия Эльзаса.

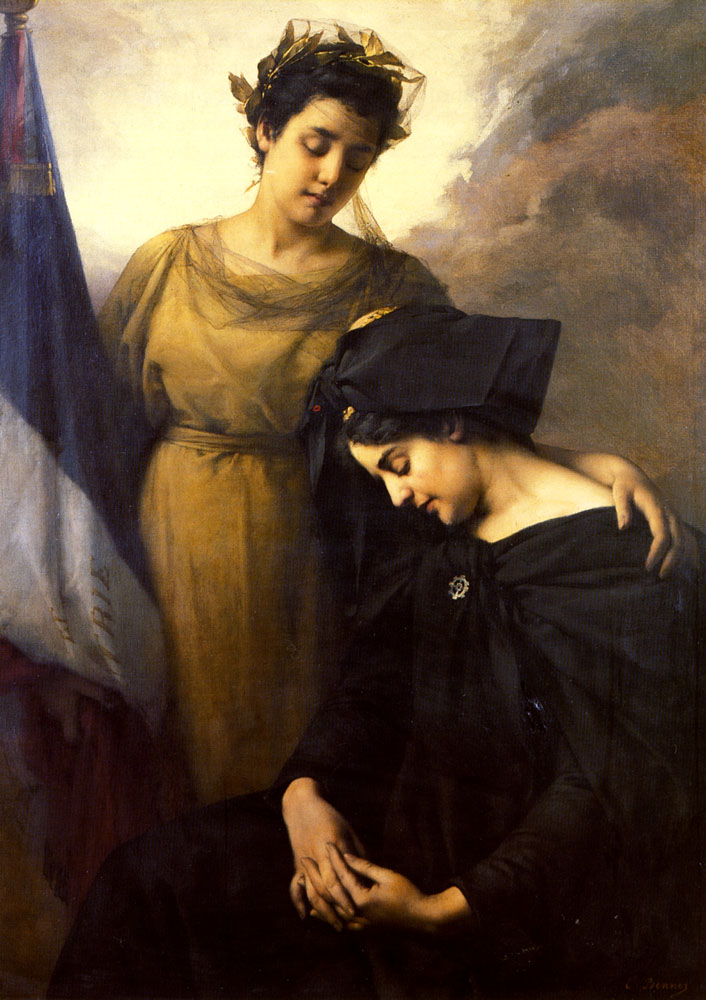
Эммануэль Беннер. Франция прощается с Эльзас—Лотарингией.

18 января 1871 года в Версале Бисмарк и Вильгельм I объявили о воссоединении Германии. Мечта Бисмарка осуществилась, — он создал единое германское государство. К Второму Рейху быстро присоединились государства, не входившие в состав Северогерманского союза — Бавария и прочие южногерманские государства. Австрия не вошла в состав вновь объединённой Германии. Пять миллиардов франков, которые французы выплатили немцам в качестве контрибуции, стали прочным фундаментом для германской экономики. Бисмарк стал вторым человеком Германии, но это только формально. На самом деле Бисмарк — теперь уже рейхс-канцлер — был практически единоличным правителем Второго Рейха, тогда как Вильгельм I настойчивым и жадным до власти не был и предпочитал лишь царствовать.
Так в континентальной Европе появилась новая мощная держава — Германская империя, территория которой составляла 540 857 км², население 41 058 000 человек, а армия достигала почти 1 млн солдат.
Последовавшее время — 43 года до 1914 года — оказалось также одним из самых продолжительных мирных периодов в европейской истории. И всё же едва ли можно ошибиться, если сказать, что конфликт великих европейских держав в русле тенденций, одним из проявлений которых явилась война 1870—1871 годов, был неизбежен. Объединение Германии в той форме и теми способами, какими оно произошло: «железом и кровью», объединение в форме «расширенной Пруссии», образование единого Германского государства под лидерством Пруссии означало ещё большее усиление в политике государства идей шовинизма, национализма и милитаризма, силового подхода к мировой политике и небрежения международным правом.
Внутри страны торжествовала политическая реакция, огромный внешнеполитический успех, казалось, искупал всё.
«Einheit — объединение — было достигнуто за счёт Freiheit — свободы». Германская империя стала, по словам Карла Маркса, «военным деспотизмом, прикрытым парламентскими формами с феодальной составляющей, находящимся под влиянием буржуазии, увешанным бюрократами и охраняемым полицией». Действительно, многие историки рассматривали «бегство Германии в войну» в 1914 году как «бегство от всех внутриполитических противоречий, порождённых Бисмарком в Версале осенью 1870 года». Можно определённо сказать, что такая ситуация отражала предшествовавшее историческое развитие страны.
Пруссия как наиболее влиятельное германское государство в наибольшей степени несла в себе черты милитаризации общества, чем и определило характер созданного ею Второго Рейха. Во многом это было связано с исторически до того небольшими размерами Пруссии среди всех остальных европейских держав. Пруссия была наименьшей по размерам и численности населения среди них, что вынуждало проводить мероприятия по военной организации общества в гораздо большей степени, чем для других мировых держав. «В 1786 году Пруссия занимала в Европе 13-е место по населению и 10-е по площади, но имела 3-ю по численности армию». С успехом силовой политики образования единой Германии под лидерством Пруссии тенденции развития милитаризма в историческом развитии Пруссии и, далее, Германии не только не ослабели, а ещё более усилились. С выходом в отставку рейхс-канцлера Бисмарка и наступлением «вильгельмовской эпохи» 1890—1918 годов обозначился переход во внешней политике к целям «нового курса» и «мировой политики». Целями было возвышение Германии от уровня континентальной до ранга мировой державы, равноправной с Британской империей, политика колониальных захватов и передела мира. В результате интересы Второго Рейха стали входить в конфликт с интересами Великобритании и Франции и это создало предпосылки будущего конфликта.
Историческими оценками политики Пруссии можно считать слова, что «зло, нанесённое Франции Пруссией в 1871 году в отношении Эльзас-Лотарингии, которое нарушало всеобщий мир почти что 50 лет, должно быть исправлено, чтобы мирные отношения могли снова быть установлены в интересах всех», содержащиеся в декларации президента США В. Вильсона (см.Четырнадцать пунктов Вильсона). Исторической оценкой роли самой Пруссии можно считать принятие союзным Контрольным советом в Германии 25 февраля 1947 года Закона «О ликвидации Прусского государства». 1 марта 1947 года Контрольным советом официально заявлено о том, что Прусское государство «являлось источником милитаризма и реакции в Германии», и поэтому оно больше не существует.

## Статистика войны[47][48]
| Страны                 | Население 1870 г. | Численность войск | Убито (все причины) | Ранено  | Умерло от болезней | Убито мирных жителей |
| ---------------------- | ----------------- | ----------------- | ------------------- | ------- | ------------------ | -------------------- |
| Северогерманский союз  | 32 914 800        | 1 451 992         | 32 634              | 89 732  | 12 147             | 200 000              |
| Бавария                | 4 863 000         | 55 500            | 5600                |         |                    |                      |
| Вюртемберг             | 1 819 000         | 16 500            | 976                 |         |                    |                      |
| Баден                  | 1 462 000         | 13 500            | 956                 |         |                    |                      |
| Всего союзников        | 41 058 800        | 1 451 992         | 40 166              |         |                    | 200 000              |
| Франция                | 36 870 000        | 2 067 366         | 78 000              | 143 000 | 61 000             | 590 000              |
| Всего войск-участников | 77 928 800        | 3 519 358         | 118 166             |         |                    | 790 000              |

## Дипломатия во время войны

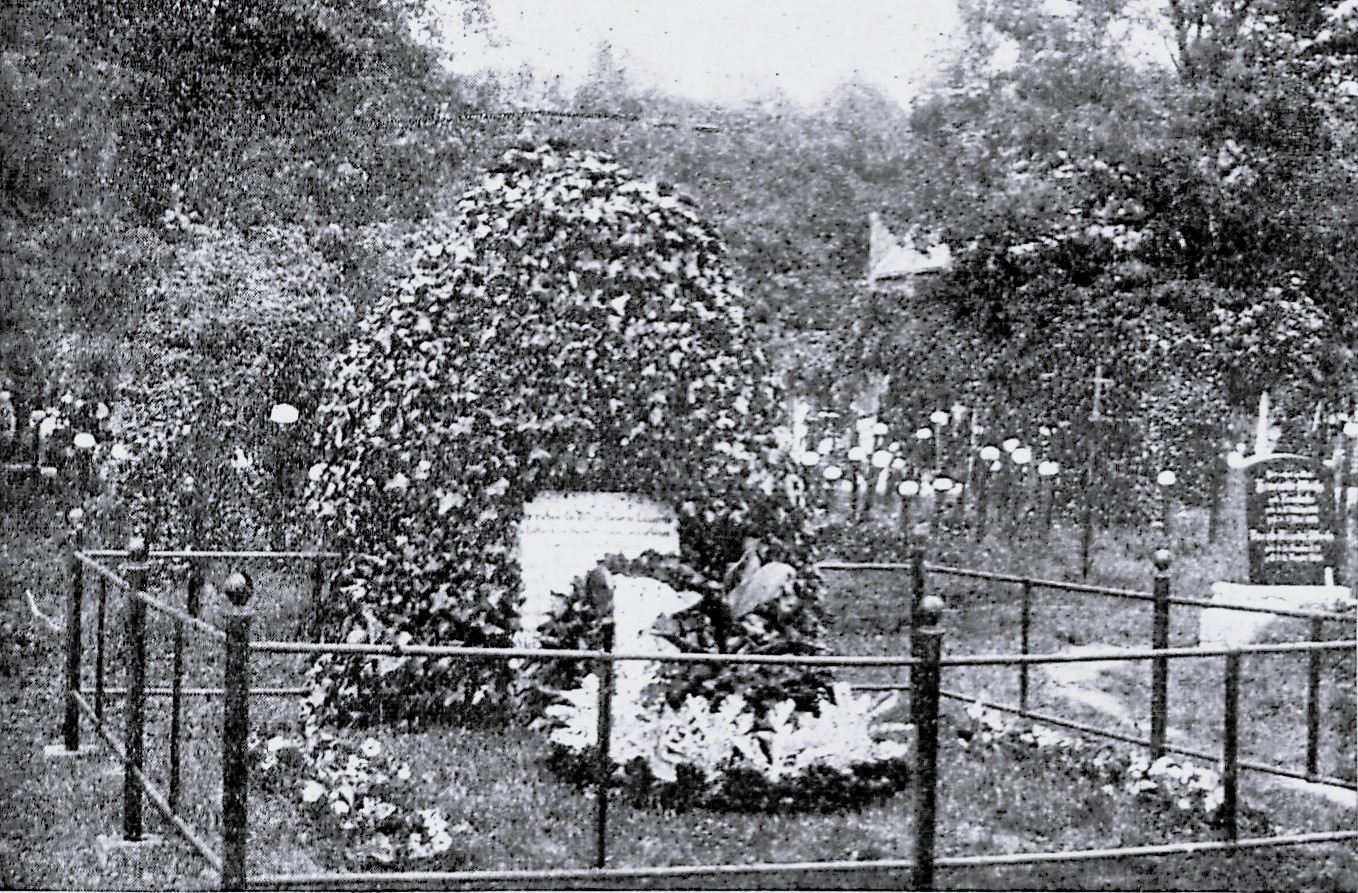
Памятник французским солдатам, умершим в госпитале в Любеке

### Россия
Россия после поражения в Крымской войне и подписания в 1856 году невыгодного для неё Парижского мирного договора лишилась своих прав на Чёрном море. По условиям договора ей запрещалось иметь и строить флот на Чёрном море. Оставшейся в полной дипломатической изоляции России не оставалось ничего другого кроме подписания этого договора. Франция, Великобритания и Османская империя заняли на международной арене враждебную России сторону. Австрия считалась союзницей России, но после Крымской войны стало ясно, что император Франц Иосиф I не собирается её поддерживать.
Оставалась только Пруссия, которая давно искала дружбы с официальным Петербургом. Отто фон Бисмарк прекрасно понимал, что без союза с Российской Империей Пруссия не сможет добиться своих внешнеполитических целей. Бисмарк стремился к установлению дружественных отношений с Российским Императором, который, в свою очередь, также искал новых союзников. Пруссия, заручившись поддержкой Российской Империи, начинала в Европе войну за войной. Взамен она обещала России поддержку по пересмотру Парижского мира 1856 года. Во время Датской войны 1864 года прусский флот усилился на Балтийском море, но Россия тогда никак на это не отреагировала, — в то время Пруссия была дружественным России государством. Во время Германской войны 1866 года Россия также придерживалась дружественного Пруссии нейтралитета.
Не вмешался Русский император и во Франко-прусскую войну. Наполеон III перед войной не искал дружбы и союза с Российской Империей. Уже после начала военных действий и падения французской императорской власти в Петербург был отправлен Адольф Тьер, который просил о вмешательстве Российской Империи в войну с Пруссией.
Официальный Петербург надеялся, что после войны Бисмарк отблагодарит его за нейтралитет и заставит Францию отменить статьи Парижского мира. Сам же Бисмарк был иного мнения. Он считал, что России нужно тайно строить себе флот на Чёрном море и не распространяться об этом. Естественно, напрямую он об этом не говорил. Он делал вид, что всецело разделяет интересы России, и обещал свою поддержку после окончания войны. Большинство дипломатов Петербурга считало Бисмарка надёжным союзником. Александр Горчаков, служивший российским послом во Франкфуртском сейме в 1851-54 гг. и лично знавший Бисмарка, был одним из немногих русских политиков, «раскусивших» его политику и её опасность для России. Он пытался убедить императора Александра II пересмотреть своё отношение к Пруссии, о чём русский монарх даже слышать не хотел — отчасти из соображений сохранения сотрудничества с Пруссией в ситуации расстройства отношений с другими великими державами. Все попытки министра Горчакова создать франко-российский внешнеполитический союз потерпели неудачу из-за нежелания Наполеона III пойти навстречу России. Фактически французский император не желал вообще ничего давать России за ту или иную помощь и так же как Бисмарк использовал вопрос с ремилитаризацией Чёрного моря в дипломатических манёврах для получения односторонней французской пользы. Это ощущение укрепилось после попыток Наполеона III созвать общеевропейский конгресс по польскому вопросу в 1863 году. Бисмарк ненавидел Горчакова и в своих мемуарах со злой иронией писал о попытках Горчакова сближения с Францией Наполеона III, обвиняя Горчакова в «личном недоброжелательстве» и «французистом тщеславии». В итоге ни запоздалые просьбы Франции о помощи, ни просьбы Горчакова не доверять Бисмарку (как, впрочем, и Тьеру) не сумели убедить Александра II изменить своё отношение к Пруссии. Россия оставалась союзником Пруссии и не вмешивалась в войну с Францией. Единственное на чем настоял Горчаков, о том, что решение о восстановлении суверенных прав на Чёрном море носило односторонний характер без согласования с другими мировыми державами. Россия только соглашалась утвердить своё решение на конференции великих держав, но отмене оно в любом случае не подлежало. Это решение полностью себя оправдало. Лондонская конвенция (1871) утвердила решение России, несмотря на попытки Великобритании и Австро-Венгрии ему помешать.
Русский император Александр II в своей переписке с Вильгельмом I пытался убедить того отказаться от аннексии французских провинций, поскольку это «создаст невыразимую ненависть между народами». Но уговоры отказаться от территориальных захватов были проигнорированы.

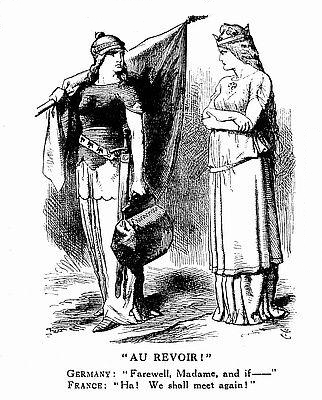
Германия: «Прощайте, мадам, и если…». Франция: «Ха! Мы встретимся вновь!»

В самом начале Франко-прусской войны вышла российская декларация о нейтралитете. Она завершилась фразой:

Императорское правительство всегда готово оказать самое искреннее содействие всякому стремлению, имеющему целью ограничить размеры военных действий, сократить их продолжительность и возвратить Европе блага мира.

Но уже очень скоро Россия была вынуждена употребить всё своё влияние, чтобы предотвратить новый разгром Франции. Когда Германия в 1875 году стала готовить новую войну с Францией под предлогом французского реваншизма (см. Военная тревога 1875 года), то Россия резко выступила против. Несмотря на обещания со стороны Германии поддержки российской политики в Центральной Азии, Россия не поддалась на уговоры. Новый разгром Франции с превращением её в немецкого вассала создавал прямую угрозу для положения России.

### Италия
Во время Франко-прусской войны Италию на свою сторону пытались склонить Франция, Австро-Венгрия и Пруссия. Но ни одна из стран не добилась успеха. Франция всё ещё удерживала Рим, её гарнизон стоял в этом городе. Итальянцы желали завершить объединение своей страны, включив в неё и Рим, но Франция этого не позволяла. Франция не собиралась выводить из Рима свой гарнизон, и тем самым она потеряла возможного союзника. Пруссия опасалась того, что Италия может вступить в войну на стороне Франции, и всячески пыталась добиться от Италии нейтралитета в начавшейся войне. Боясь усиления Италии, Бисмарк лично писал королю Италии Виктору Эммануилу, прося его не вмешиваться в войну с Францией. Со стороны Австрии хотя и поступали предложения о союзе против Пруссии, они не имели такого эффекта, как слова Бисмарка. Канцлер Пруссии сумел добиться от Италии нейтралитета в этой войне.

### Дания
Франция рассчитывала также привлечь на свою сторону в будущей войне Данию, рассчитывая на желание датчан вернуть Шлезвиг, потерянный в 1864 г. Но как и в случае с Австро-Венгрией и Италией, наполеоновская Франция не имела документального оформленного союза. Расчёт был скорее на «спонтанное присоединение к войне» своих вероятных союзников. Но после первых и скорых поражений Франции, когда стала ясна возможность победы Пруссии, все несостоявшиеся союзники Франции, в том числе и Дания, воздержались от вступления в конфликт.

### Независимые немецкие государства
После Пражского мира 1866 г. оставались номинально независимые немецкие государства Саксония, Бавария, Вюртемберг, Баден и Гессен-Дармштадт (южная часть, не вошедшая в Северогерманский союз). Пруссия имела целью использование их военных сил в войне. Саксония была членом Северогерманского союза и её номинальная независимость не составляла проблемы в данном случае. Остальные государства под давлением Франции не вошли в Северогерманский союз. Несмотря на формальное признание их независимости, Пруссия явочным порядком пыталась втянуть в свою политику. Они имели договорные обязательства с Северогерманским союзом об обороне и постепенно подпадали под влияние Пруссии. «С 1867 года большая часть этих военных сил была органично интегрирована с Пруссией униформой, строевой подготовкой, вооружением и даже офицерами. Баден, хотя номинально и был независимой страной, принял прусского генерала в качестве своего военного министра, другого — в качестве начальника генерального штаба, а третьего — в качестве командира дивизии». Постепенно и довольно быстро эти государства выпадали из зоны влияния Франции. Фактически единственное, что мог сделать Наполеон III, чтобы переломить ситуацию в свою пользу, была война. Но в том виде, как это произошло, объявление войны со стороны Франции, для этих государств было затруднительно уклониться от выполнения своих договорных обязательств. Несмотря на то, что в правящих кругах существовала сильная оппозиция Пруссии и в войне 1866 г. они участвовали на стороне Австрии против Пруссии, они были вынуждены считаться с широким народным движением в пользу германского единства и к тому же опасались злить своего такого сильного соседа в виде Пруссии. После дипломатической провокации в Бад-Эмсе у этих государств не осталось возможностей для манёвра, война была представлена Бисмарком как война за национальную независимость против внешнего врага. Все эти государства присоединились к войне Пруссии с самого начала военных действий.

### Австро-Венгрия
Австро-Венгрия после поражения в Австро-прусской войне 1866 года жаждала реванша. Богатейшие люди Австрии были готовы спонсировать коалицию против Пруссии. Они надеялись, что к австро-французскому союзу (который так и не состоялся) присоединится Италия. Во время Австро-прусской войны Наполеон III поддерживал Австрию и даже собирался оказать ей помощь, напав на Пруссию. Но Наполеон слишком долго решался на войну с Пруссией. Когда же всё-таки он решился, то война с Австрией закончилась и Франция осталась один на один с Пруссией. Естественно, воевать с Пруссией без поддержки Австрии Наполеон III не решился. Возможность расстроить планы Бисмарка была упущена. Теперь уже большинство немецких государств подчинялись Вильгельму I. Единственное, что удалось Наполеону III, так это добиться согласия Пруссии на признание номинальной независимости Баварии, Вюртемберга, Бадена, Саксонии и Гессен-Дармштадта. Но при этом объявление войны со стороны Франции в 1870 году привело к тому, что даже южногерманские государства, которые зачастую выступали против политики Пруссии, присоединились к оборонительно-наступательному пункту Северогерманского союза.
Австрия была исключена из Германского союза, а это означало, что Австрия оставалась в полной дипломатической изоляции. Австрия не напала на Пруссию во время Франко-прусской войны по той же причине, по которой Наполеон III не напал на Пруссию во время Австро-прусской войны: несогласованность и нерешительность действий военных кругов и дипломатии. Франц Иосиф, как и Наполеон III, не обладал твёрдостью и решительностью характера, чему способствовало так же осторожное мнение министра иностранных дел графа Бейста, опасавшегося повторного выступления Италии на стороне Пруссии. Австрия «опоздала» начать войну с Пруссией. После сражения при Седане в Австрии вообще похоронили мысли о войне против всего Северогерманского союза. Союз с побеждённой Францией уже никому в Австрии не был нужен. Вдобавок была вероятность того, что Россия может объявить войну Австро-Венгрии, защищая интересы своего союзника — Пруссии — и свои собственные. Австрия, боясь вести войну одновременно с Россией и Пруссией, сохраняла нейтралитет во время Франко-прусской войны. В последующее время после 1871 года Австро-Венгрия отказалась от любых планов реванша и постепенно приобрела статус младшего партнёра Германской империи.

### Великобритания
Французы вели активную политику на Ближнем Востоке, в частности, они вмешивались в дела и проблемы, которые Великобритания считала своими: Суэцкий канал и Египет. Всё это, по мнению англичан, создавало угрозу Британской Индии. Вдобавок Французская империя активно наращивала свой военно-морской флот. Но главной причиной британского нейтралитета в начавшейся войне являлся скандал вокруг Люксембургского вопроса и возможного захвата Францией Бельгии, что вызвало огромное недовольство Англии, как давнего гаранта бельгийской независимости. Это и привело к тому, что Франции не пришлось ждать помощи с британских островов во время войны с Северогерманским союзом. Наоборот, Великобритания не видела ничего плохого в усилении Пруссии на Европейском континенте, а вот в лице Франции видела своего традиционного соперника в международных делах. Г. Пальмерстон — глава британского кабинета министров в 1865 году — писал: «Нынешняя Пруссия слишком слаба, чтобы в своих действиях быть честной и независимой. И, принимая во внимание интересы будущего, крайне желательно, чтобы Германия, как целое, сделалась сильной, чтобы она оказалась в состоянии держать в узде честолюбивые и воинственные державы — Францию и Россию, — которые сжимают её с запада и востока». Английские историки критикуют политику Британии того времени, указывая, что Пальмерстон неверно понимал политику Бисмарка в силу приверженности устаревшим представлениям. C течением времени Британия начала понимать, что военное поражение Франции означает кардинальное изменение баланса сил в Европе, подтверждением чему стало одностороннее решение России о восстановлении суверенных прав на Чёрном море. Без Франции Великобритания оказалась неспособной заставить Россию отказаться от этого решения. В дальнейшем развитие исторических событий характеризуется постепенным нарастанием англо-германских противоречий (см. Англо-германское соперничество).

## Мнения современников
Эдмон де Гонкур описал в своей газете реакцию парижан на объявление о поражении при Седане:

Кто сможет описать изнеможение лиц, штурм киосков, тройную линию читателей газет перед каждой газовой горелкой? Затем недовольный возглас толпы, в которой гнев сменяет изумление, и шайки, пробегающие бульвар, крича: «Поражение!»
Оригинальный текст (фр.)Qui pourra peindre l'abattement des visages, l'assaut des kiosques, la triple ligne de liseurs de journaux devant tout bec à gaz ? Puis la clameur grondante de la multitude, en qui succède la colère à la stupéfaction, et des bandes parcourant le boulevard en criant : “La déchéance !”
— Эдмон де Гонкур
За капитуляцией Наполеона III последовали 4 сентября, ниспровержение Второй империи и провозглашение Третьей республики в Париже.

В то время как немцы не только снова полностью укомплектовали свои батальоны и эскадроны, но и продолжают посылать во Францию одну дивизию ландвера за другой, французские четвёртые батальоны ещё не укомплектованы. Из них только шестьдесят шесть батальонов сформированы в «regiments de marche» и отправлены либо в Париж, либо к Мак-Магону; остальные тридцать четыре батальона несколько дней тому назад ещё не были готовы к выступлению. Организация армии повсюду оказывается негодной; благородная и храбрая нация видит, что все её усилия защитить себя оказываются тщетными, потому что она в течение 20 лет позволяла, чтобы её судьбами вершила шайка авантюристов, которая превратила администрацию, правительство, армию, флот — фактически всю Францию — в источник своей личной наживы.
— Напечатано в лондонской газете «The Pall Mall Gazette» № 1731, 31 августа 1870 года, автор Ф. Энгельс

Чем бы ни кончилась война Луи Бонапарта с Пруссией, — похоронный звон по Второй империи уже прозвучал в Париже. Вторая империя кончится тем же, чем началась: жалкой пародией. Но не надо забывать, что именно правительства и господствующие классы Европы дали возможность Луи Бонапарту в течение 18 лет разыгрывать жестокий фарс реставрированной империи.
— Второе воззвание Генерального совета Международного товарищества рабочих о франко-прусской войне. 23 июля 1870 года, автор К. Маркс

Я искренно люблю и уважаю французский народ, признаю его великую и славную роль в прошедшем, не сомневаюсь в его будущем значении; многие из моих лучших друзей, самые мне близкие люди — французы; и потому подозревать меня в преднамеренной и несправедливой враждебности к их родине вы, конечно, не станете. Но едва ли не настал и их черёд получить такой же урок, какой получили пруссаки под Иеной, австрийцы под Садовой и — зачем таить правду — и мы под Севастополем. Дай-то бог, чтоб они так же умели воспользоваться им, извлечь сладкий плод из горького корня! Пора, давно пора им оглянуться на самих себя, внутрь страны, увидеть свои язвы и стараться уврачевать их; пора положить конец той безнравственной системе, которая царит у них вот уже скоро 20 лет! Без сильного внешнего потрясения такие «оглядки» невозможны; без глубокой скорби и боли они не бывают. Но настоящий патриотизм не имеет ничего общего с заносчивой, чванливой гордыней, которая ведёт только к самообольщению, к невежеству, к ошибкам непоправимым. Французам нужен урок… потому что они ещё многому должны научиться. Русские солдаты, умиравшие тысячами в развалинах Севастополя, не погибли даром; пускай же не погибнут даром и те бесчисленные жертвы, которых потребует настоящая война: иначе она была бы точно бессмысленна и безобразна.
— И. С. Тургенев. Письма о франко-прусской войне. Написано 8 августа 1870 года, опубликовано в газете «С.Петербургские ведомости». 20 августа 1870 г.

Я слишком давно живу с немцами и слишком с ними сблизился, чтоб они, в беседах со мною, прибегали к оправданиям недобросовестным — по крайней мере они не настаивают на них. Требуя от Франции Эльзас и немецкую Лотарингию (Эльзас во всяком случае), они скоро покидают аргумент расы, происхождения этих провинций, так как этот аргумент побивается другим, сильнейшим, а именно — явным и несомненным нежеланием этих самых провинций присоединиться к прежней родине. Но они утверждают, что им нужно непременно и навсегда обеспечить себя от возможности нападений и вторжений со стороны Франции и что другого обеспечения они не видят, как только присоединение левого берега Рейна до Вогезских гор. Предложение разрушить все крепости, находящиеся в Эльзасе и Лотарингии, обезоружение Франции, низведенной на двухсоттысячную армию, им кажется недостаточным; угроза вечной вражды, вечной жажды мести, которую они возбудят в сердцах своих соседей, на них не действует. «Всё равно, — говорят они, — французы и так никогда не простят нам своих поражений; лучше же мы предупредим их и, как это представил рисунок „Кладдерадатча“» (на данном рисунке Бисмарк, Вильгельм I с наследником обрезают когти волку в образе Франции, на лапах написано «Эльзас» и «Лотарингия»)…
Я полагаю, что немцы поступают необдуманно и что расчет их неверен. Во всяком случае, они уже сделали большую ошибку тем, что наполовину разрушили Страсбург и тем окончательно восстановили против себя всё народонаселение Эльзаса. Я полагаю, что можно найти такую форму мира, которая, надолго обеспечив спокойствие Германии, не поведет к унижению Франции и не будет заключать в себе зародыша новых, ещё более ужасных войн.
— И. С. Тургенев. Письма о франко-прусской войне. Написано 6 сентября 1870 года, опубликовано в газете «С.Петербургские ведомости». 25 сентября 1870 г.

Эта война представляет собой Германскую Революцию, более значительное политическое событие, чем Французская Революция прошлого века. Я не говорю о большем или столь же великом социальном событии, каковы уже могут быть его социальные последствия в будущем. Ни одного принципа в управлении нашими внешними делами, принятого всеми государственными деятелями за руководство ещё полгода назад, больше не существует. Нет ни одной дипломатической традиции, которая не была бы сметена. У вас есть новый мир, новые влияния в действии, новые и неизвестные объекты и опасности, с которыми нужно справиться, в настоящее время (мы) вовлечены в эту неизвестность с новизной в таких делах. Мы часто обсуждали в этом доме баланс сил. Лорд Пальмерстон, в высшей степени практичный человек, построил корабль нашего государства и сформировал его политику с целью сохранения равновесия в Европе… Но что сегодня действительно произошло? Баланс сил полностью разрушен, и страна, которая больше всего страдает и больше всего ощущает последствия этого великого изменения это именно Англия.
— Выступление премьер-министра Б. Дизраэли в британском парламенте 9 февраля 1871 года.